# اليابان
اَلْيَابَانْ (رسميًّا: دَوْلَة اَلْيَابَانْ)[بحاجة لمصدر] (باليابانية: 日本 وتنطق: نِيپُّونْ \ نِيهُونْ ، ومعناها: مصدر الشمس أو مَشرق الشمس، من: نِي 日 أي الشمس، هُونْ 本 أي المنبع أو الأصل.) هي دولة جزرية تقع في شرق آسيا عند مفترق الطرق بين المحيط الهادئ وبحر اليابان وبحر الصين الشرقي قبالة السواحل الشرقية لكوريا الشمالية وكوريا الجنوبية والصين والسواحل الجنوبية لجزر الكوريل وجزيرة ساخالين والساحل الشمالي الشرقي لتايوان والساحل الجنوبي الشرقي للشرق الأقصى الروسي. أطلق عليها الصينيون اسم أرض مشرق - منبع - الشمس، وهذا لوقوعها في أقصى شرقي العالم المأهول آنذاك. تتكون اليابان من عدة جزر (حوالي 14215 جزيرة)، أربع من هذه الجزر تعد الأهم والأكبر على الإطلاق، وهي على التوالي (من الجنوب إلى الشّمال): كيوشو (九州), شيكوكو (四国), هونشو (本州), هوكايدو (北海道). بعد اعتماد الدستور في عام 1947 تحول نظام الحكم في اليابان إلى نظام ملكي دستوري يضم إمبراطورًا وبرلماناً منتخبًا.
تتألف اليابان من 47 محافظة، ويمكن تقسيم هذه المحافظات على أساس الخلفية الجغرافية والتاريخية إلى ثماني مناطق وهي: هوكايدو وتوهوكو وكانتو وتشوبو وكانساي وتشوغوكو وشيكوكو وكيوشو - أوكيناوا، وتنفرد كل منطقة بلهجتها الخاصة وعاداتها وتراثها التقليدي. على سبيل المثال، تختلف منطقة كانتو التي تشمل طوكيو عن منطقة كانساي التي تضم أوساكا اختلافًا كبيرًا في كل شيء بدءًا من مذاق الأطعمة وحتى نوع الفنون التمثيلية التقليدية، ويستمتع الناس بتجربة الاختلاف والمقارنة بينهما. يبلغ عدد سكان اليابان 123 مليون نسمة اعتباراً من 2024.
تحتل المناطق الجبلية ما يزيد عن 70% من أرض اليابان، وتتركز المدن الكبرى في السهول المتبقية التي تشكل أقل من 30% من المساحة، أما المدن التي يزيد عدد سكانها على مليون نسمة فهي: مدينة سابّورو في هوكايدو، مدينة سنداي في منطقة توهوكو، مدن كاواساكي وسايتاما وطوكيو ويوكوهاما في منطقة كانتو، مدينة ناغويا في منطقة تشوبو، مدن أوساكا وكيوتو وكوبي في منطقة كينكي، مدينة هيروشيما في منطقة تشوغوكو ومدينة فوكؤوكا في منطقة كيوشو. تعد العاصمة طوكيو، المدينة الأهم في اليابان. وتقوم المدن الأخرى بدور المحاور السياسية والاقتصادية والثقافية في مناطقها.
تبلغ مساحة اليابان 378000 كيلومتر مربع، وتعادل سدس مساحة المملكة العربية السعودية، وثلث مساحة مصر، وتزيد مساحتها عن مساحة بريطانيا بمقدار مرة ونصف وتساوي تقريبا مساحة ألمانيا. تشغل الجبال ثلاثة أرباع المساحة تقريبًا، وتغطي السهول والوديان المساحة الباقية. تتكون اليابان من سلسلة طويلة من الجزر، وتصل المسافة بين أقصاها في الشمال والجنوب إلى 3000 كيلومتر. والأربع جزر الرئيسية هي هوكايدو، وهونشو، وشيكوكو، وكيوشو. وتحيط باليابان البحار الغنية بالتيارات الدافئة والباردة مما يجعلها غنية بالثروة السمكية.
تقع معظم اليابان في المنطقة المعتدلة الشمالية ويسودها طقس موسمي رطب، تهب عليها رياح جنوبية شرقية من المحيط الهادئ أثناء الصيف، ورياح شمالية غربية من قارة أوراسيا في الشتاء. تتميز اليابان بأربعة فصول واضحة المعالم فهي: الربيع والصيف والخريف والشتاء. ولعل أجمل منظرين في اليابان هما منظر تفتح الساكورا - أزهار الكرز - في الربيع، والألوان الزاهية من الأحمر والبرتقالي والأصفر لأوراق الخريف. ويستمتع اليابانيون بهذه الملامح التي تبين تغير الفصول ويتابعون آخر تطوراتها في تقارير جوية مخصصة توضح بالخرائط أماكن ذروة انتشارها. وتمتاز المنطقتان الواقعتان أقصى الشمال وأقصى الجنوب بتباين واسع في المناخ بينهما. ومن الممكن مثلا في شهر مارس الاختيار بين الاستمتاع بحمام شمسي في الجنوب أو التزلج في الشمال.
غالبًا ما تعاني اليابان من الكوارث الطبيعية الخطيرة مثل الأعاصير والانفجارات البركانية والزلازل. وعلى الرغم من أن هذه الكوارث يمكن أن تودي بأرواح الكثيرين، كما حدث في زلزال هانشين ـ أواجي الكبير في يناير 1995م وزلزال نيغاتا تشوإيتشو في أكتوبر 2004م - إلا أن اليابانيين يعملون جاهدين منذ عدة سنوات لتقليل آثارها المدمرة. وتستخدم اليابان أحدث التقنيات لتصميم مبان مقاومة للزلازل ومتابعة مسارات العواصف بمنتهى الدقة.
تعد اليابان من الناحية الاقتصادية واحدة من أكثر الدول تقدمًا في العالم، وهي ثاني أكبر دولة حصلت علي براءات إختراع بعد الولايات المتحدة. تتمتع العلامات التجارية اليابانية مثل تويوتا وسوني وفوجي فيلم وباناسونيك بشهرة عالمية. يعد التصنيع أحد ركائز القوة الاقتصادية اليابانية، ولكن مع ذلك، تمتلك اليابان القليل من الموارد الطبيعية. لذلك فإن أحد الأساليب التي تتبعها الشركات اليابانية تتمثل في استيراد المواد الخام وتحويلها لمنتجات تباع محليًا أو يتم تصديرها.
يعدّ الأرز المنتج الزراعي الرئيسي في اليابان، ومعظم كميات الأرز المستهلكة في اليابان من الإنتاج المحلي. نظرًا لامتلاك اليابان القليل من الأراضي الزراعية بالمقارنة بكثافتها السكانية، فهي غير قادرة على زراعة كميات كافية من القمح أو فول الصويا أو المحاصيل الزراعية الرئيسية الأخرى اللازمة لإطعام كل شعبها. في الواقع، تحتل اليابان مرتبة منخفضة بين الدول الصناعية فيما يتعلق بالاكتفاء الذاتي من الغذاء. الأمر الذي يعني أن عليها القيام باستيراد كميات كبيرة من غذائها من الخارج. ومع ذلك فاليابان تتمتع بثروات بحرية هائلة. وتعد الأسماك جزءًا هامًا في النظام الغذائي الياباني، وتعدّ صناعة صيد الأسماك اليابانية من الصناعات النشطة جدًا.
يعدّ نظام النقل في اليابان من الأنظمة المتطورة بدرجة كبيرة، فشبكات الطرق والسكك الحديدية تغطي تقريبا كل جزء من أنحاء الدولة، كما أن هناك أيضا خدمات نقل بحرية وجوية واسعة للغاية. تتحرك القطارات السريعة، المسماة شينكانسن أو قطارات الرصاصة، بسرعات عالية جدًا حيث تصل سرعتها بين 250 و 300 كيلو متر في الساعة. تكون شبكة خطوط قطار «الشينكانسن» الوسيلة الملائمة لسفر في اليابان. ويعدّ «الشينكانسن» واحداً من أكثر أنظمة السكك الحديدية أمانًا وتطورا على مستوى العالم.
بالإضافة إلى «الشينكانسن»، لدى اليابان شبكة قطارات ركاب. ويوجد بالعديد من المدن اليابانية شبكات لمترو الأنفاق. تعدّ شبكة مترو الأنفاق بالعاصمة طوكيو، والتي تشمل أكثر من اثني عشر خطًا تغطي مئات الكيلومترات من القضبان الحديدية، من أفضل الشبكات في العالم، وما زالت مستمرة في التطور. حيث يقوم ملايين اليابانيين باستخدام وسائل نقل الركاب بالسكك الحديدية كل يوم للذهاب إلى العمل أو إلى المدرسة، أو عند الإياب من أي منهما. وتشتهر كل أنواع القطارات اليابانية بالنظافة ودقة المواعيد.

## أصل التسمية
إن أصل اسم "日本" (نيهون أو نيپّون) يعني "بلاد الشمس المشرقة" أو "البلاد التي تشرق منها الشمس"، وهو اسم يعكس تقليدًا دينيًا قديمًا في اليابان يتمثل في عبادة الشمس، لا سيما الإلهة الشمسية أماتيراسو أُومي-كامي، التي تُعتبر الإله الأعلى في الديانة الشنتوية اليابانية. كما أن موقع اليابان شرق القارة الأوراسية عزز من هذا المعنى الجغرافي والديني في آن واحد.
ويُعتقد أن الاسم قد بدأ بالانتشار في آسيا خلال أواخر القرن السادس وبدايات القرن السابع، عندما أرسل الأمير شوتوكو بعثات دبلوماسية إلى سلالة سوي الصينية، وقد وصف نفسه في الرسائل الرسمية بـ "ابن السماء من أرض شروق الشمس" (日出づる処の天子). وقد ساعد هذا الاستخدام في ترسيخ اسم "اليابان" كاسم الدولة.
أما القراءتان الشائعتان اليوم "نيهون" و"نيپّون"، فهما تطور حديث نسبياً في اللغة اليابانية، في حين أن النطق الأصلي للكلمة كان "هينوموتو (日の本)"، ولا يزال هذا النطق يُستخدم كلقبٍ شعري أو تاريخي لليابان حتى اليوم.
دوّن ماركو بولو، في القرن الرابع عشر، لفظة «شيانگو» كمرادف لاسم البلاد في اللّغة الصّينيّة (تحريف لـ«ژُ-پُن-كُوُ»: بلاد اليابان). في اللغة الماليزية تحولت الكلمة الصّينيّة إلى «جاپانغ» وكان أن التقط التجّار البرتغاليّون في جزر مولوكا في القرن السّادس عشر هذا الاسم. يعتقد أنّ البرتغاليين كانوا أوّل من أدخلوا هذه الكلمة إلى أوروبا، سُمّيَ البلد أيضاً «الغابان» عند بعض العرب، ورجّح ذلك أنستاس الكرملي في تفسيره للقماش المُسمّى «أغباني»، وقال محمد لبيب البتنوني في كتابه الرحلة الحجازية إن اليابان يُسمّيها أهل مكة «الغابان»، والنسبة إليها «غاباني»، ومن ذلك الشال الغاباني.

## التاريخ

### الفترة التقليدية

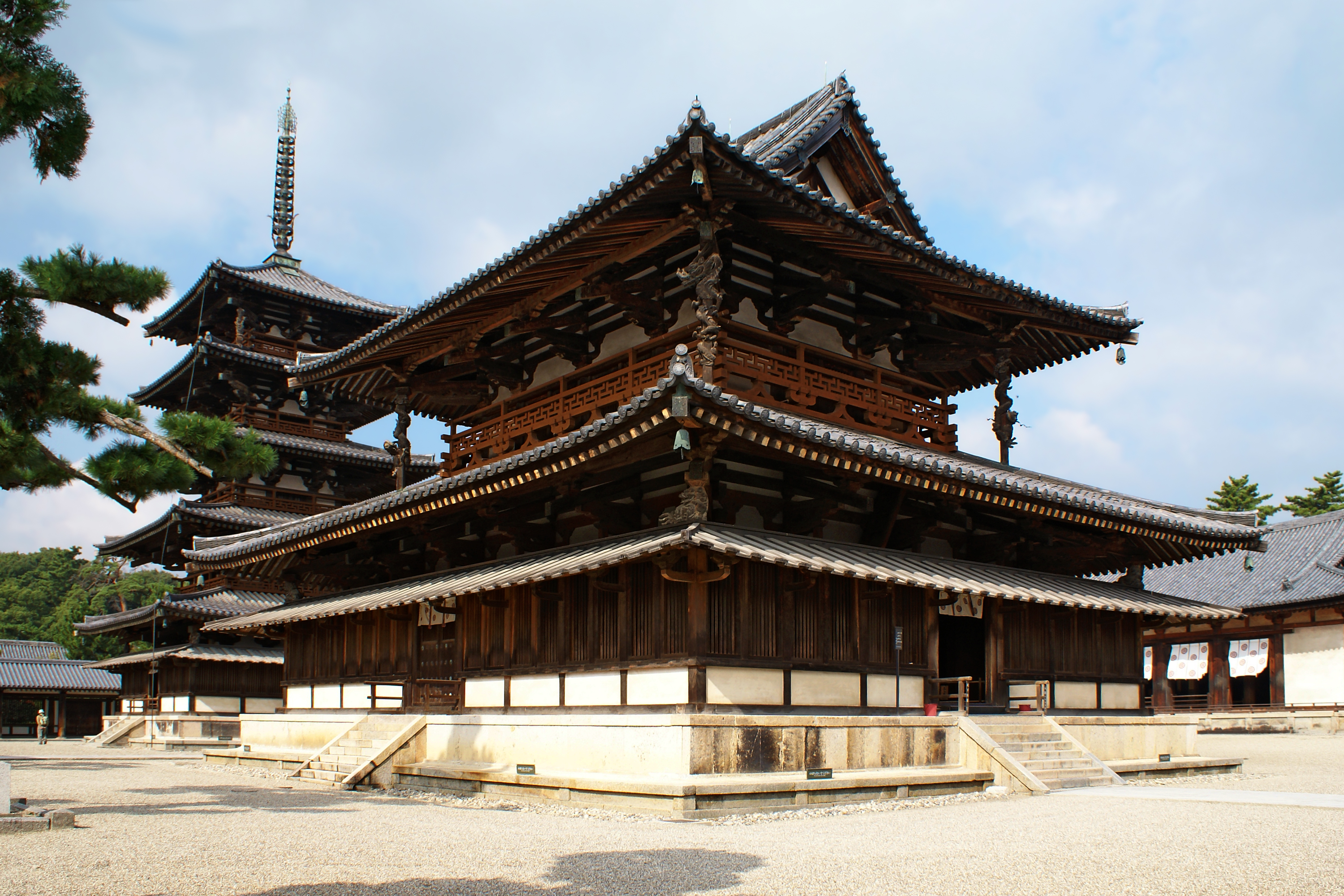
في كوندو والمكون من خمسة طوابق معبد وهيكل جي، من بين أقدم المباني الخشبية في العالم، الكنوز الوطنية من اليابان، واليونسكو للتراث العالمي.

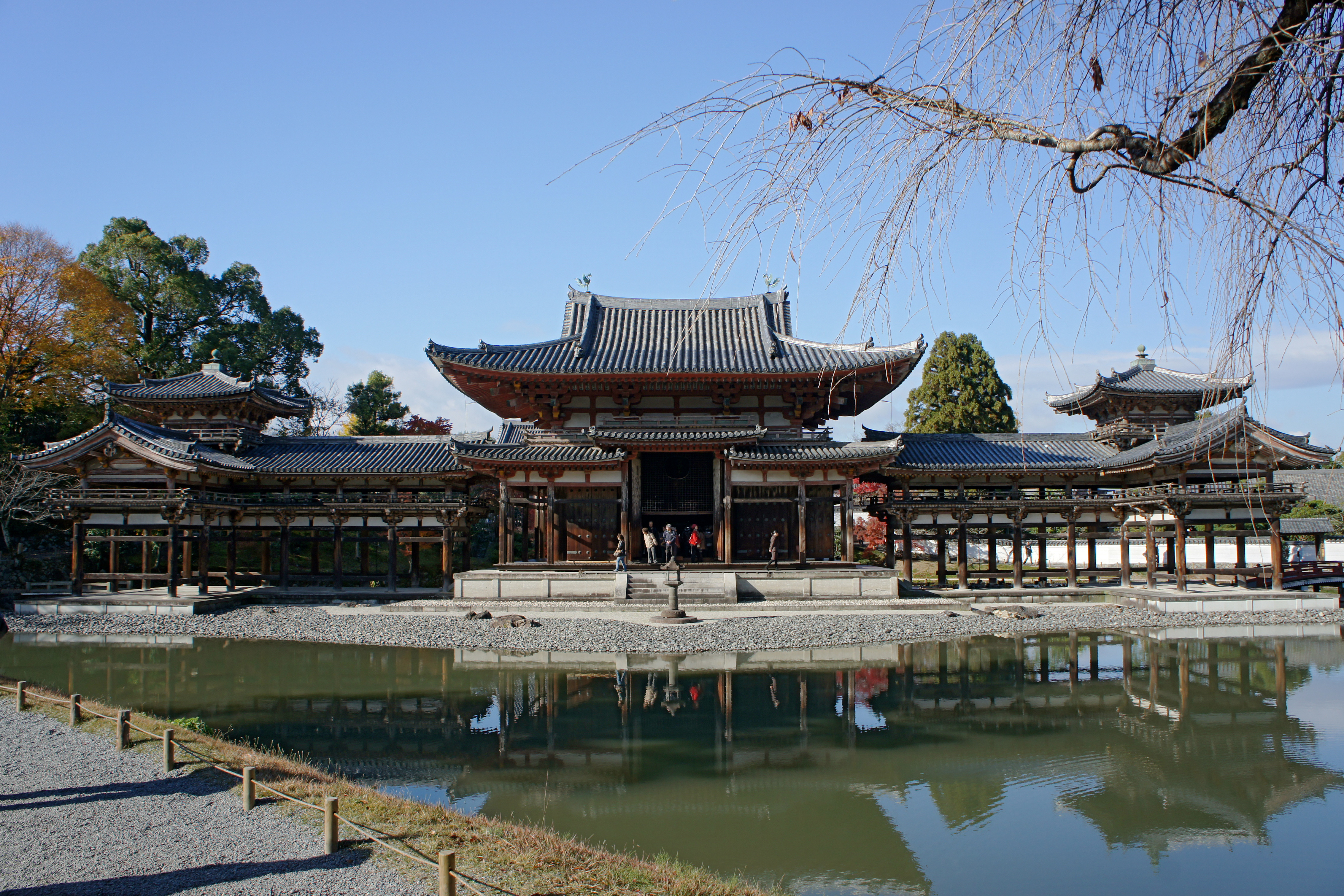
في عام 1053م هو معبد البحتة لاند البوذية تم تسجيله في اليونسكو للتراث العالمي.

حسب الأساطير اليابانيّة التقليديّة، نشأَتْ اليابان في القرن السّابع قبل الميلاد عن طريق الإمبراطور جيمّو. أثناء القرنين الخامس والسّادس تم إدخال نظام الكتابة الصينيّة والبوذية إلى البلاد. دخلت الثقافة الصينية في المرحلة الأولى عبر شبه الجزيرة الكوريّة ثم فيما بعد مباشرة من الصّين. على الجانب السياسي كان أباطرة اليابان حكاما صّوريينّ على البلاد، كانت السّلطة الفعليّة بيد طبقة من النبلاء الأقوياء، أو ما عرف بالأوصياء، تحولت السلطة فيما بعد إلى أيدي القادة العسكريين (أو ما عرف باسم «الشوغونات».

### الفترة الوسيطة

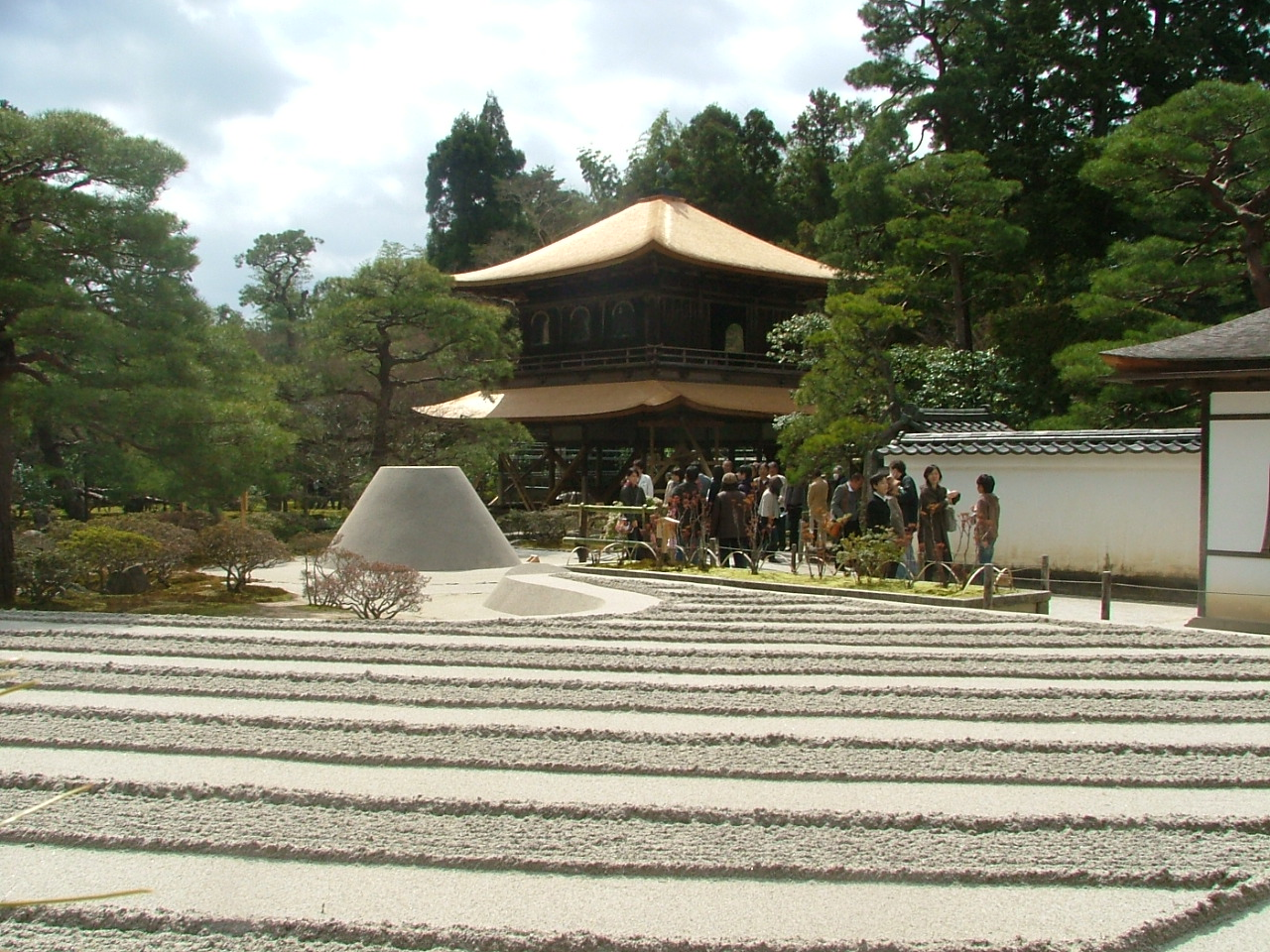
جي في كيوتو (فترة هيجاشياما في فترة موروماتشي، ج 1489). وسجلت على أنها جزء من اليونسكو للتراث العالمي «آثار تاريخي وباستاني القديمة».

جرت الأعراف (في التقاليد السّياسيّة القديمة) على أنه مع نهاية المعارك بين المتنافسين، يتوجب على القائد العسكريّ المنتصر أن يتنقل إلى العاصمة هيي-آن (هًيآنْ، معناه السلام: حول اسمها لاحقا إلى كيوتو، ومعناها العاصمة) ليحكم بمباركة من الإمبراطور. لكنّ، وفي سنة 1185 قام الجنرال ميناموتو نو يوريتومو بكسر هذا التّقليد، فرفض الانتقال واختار الاستقرار بسلطته في كاماكورا، في الجنوب من يوكوهاما حاليّا. عرفت البلاد أثناء فترة كاماكورا نوعاً من الاستقرّار. ولكن دخلت اليابان في فترة تناحرت خلالها الفصائل والعشائر المختلفة وعرفت هذه باسم فترة المقاطعات المتحاربة (سن-غوكو). في سنة 1600 م، وبعد معركة سيكيغاهارا، تمكن الشوغون (شٌوگُنْ، القائد العسكريّ) توكوغاوا إيئياسو من أن يهزم أعدائه، أسس نظاما عرف باسمه شوغونية توكوغاوا، اتخذ لنفسه عاصمة جديدة في المكان الذي كانت تقع فيه قرية أدو الصغيرة، والتي كان نشاطها مقتصرا على الصيد. وفيما بعد عُرِفَت القرية باسم طوكيو أو العاصمة الشرقية.
أثناء القرن السّادس عشر، وصل البلادَ تُجّار من البرتغال وهولندا وإنجلترا وإسبانيا، كما بدأ نشاط الدعاة المسيحيّين في نفس الفترة. أثناء النصف الأوّل من القرن السّابع عشر، وارتاب شوغونات اليابان من هؤلاء الدعاة فنظروا إليهم على أنهم طلائع لغزو عسكريّ أوروبّيّ، فتم قطعّ كلّ العلاقات مع العالم الخارجيّ باستثناء اتّصالات خاصّة مع تجّار هولنديّين وصينيّين في ناغاساكي ومع بعض المبعوثين الكوريّين. استمرّت هذه العزلة لمدّة 251 سنة، حتّى قام عميد البحريّة الأمريكية ماثيو بيري بدفع اليابان وبالقوة إلى فتح أبوابها للغرب، فوقّعت لهذا الغرض اتفاقية كاناغاوا سنة 1854م.

### الفترة الحديثة
خلال عدّة سنوات فقط، غير الاتّصال المتجدّد مع الغرب المجتمع اليابانيّ جذريًا. بعد حرب بوشين 1867-1868 م أجبر الشوغون على الاستقالة، وأعيد الإمبراطور للسّلطة. سن استعراش مييجي وابتداء من 1868 م إصلاحات كثيرة. تم إلغاء النظام الإقطاعي القديم، وتبني العديد من مظاهر المؤسسات الغربيّة، كنظامي القانون والحكم الغربيّن، قامت الحكومة الجديدة بأولى الإصلاحات في المجال الاقتصادي. حولت الإصلاحات الاجتماعيّة والعسكريّة اليابان إلى قوّة عظمى. بعد تنامي أقتصادها حاولت اليابان التوسع فاصطدمت مع جيرانها المباشرين: الحرب اليابانيّة-الصينيّة ثم الحرب الروسية-اليابانية، استولت اليابان بعدها على تايوان، ساخالين، وجزر كوريل، وأخيراً كوريا في عام 1910م.

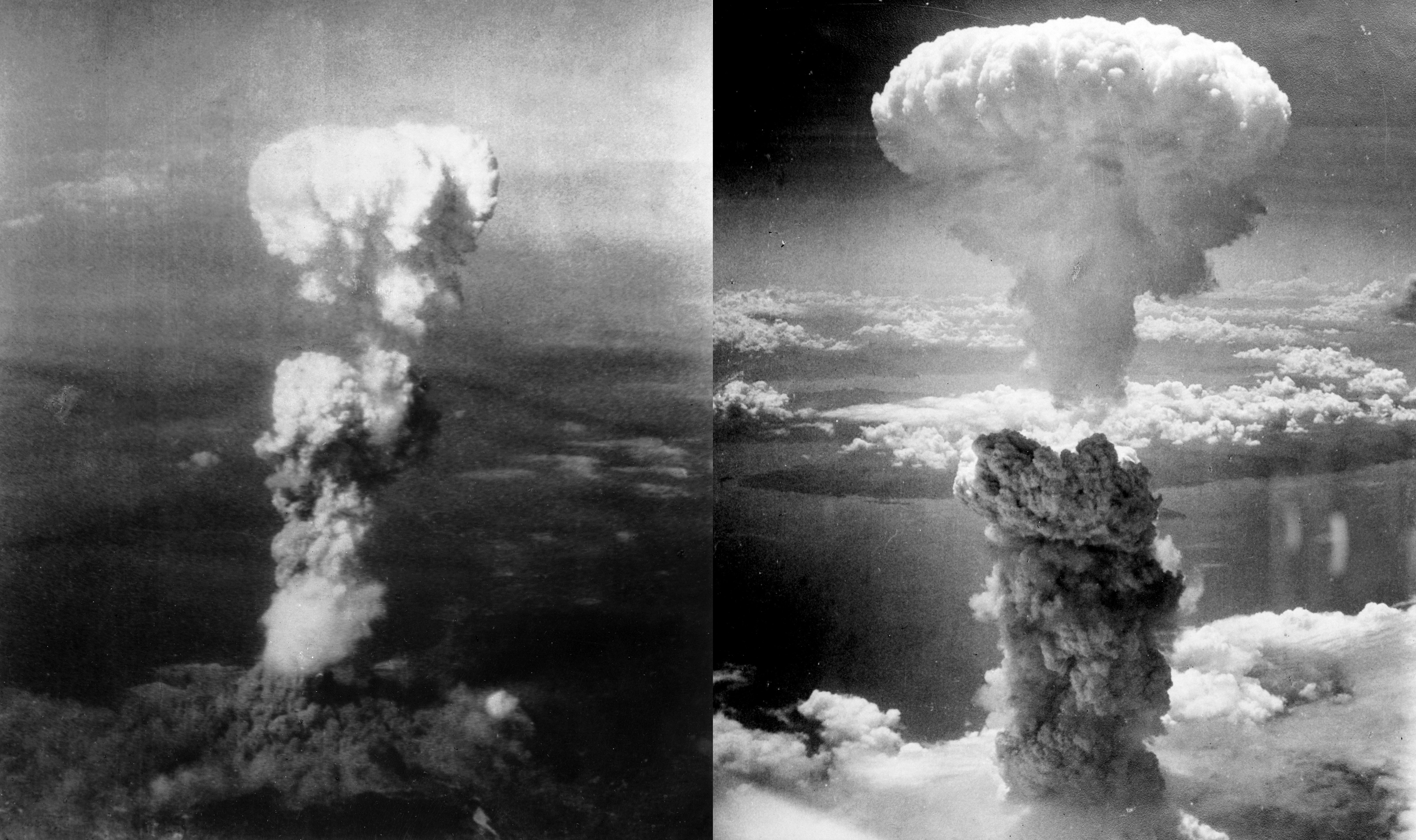
القصف الذري على هيروشيما وناجازاكي وقد راح ضحيتها 220 الف شخص نتيجة الإنفجار النووي والأمراض الناتجة عن الإشعاع.

عرفت بدايات القرن العشرين نفوذ اليابان وهو يتزايد عن طريق التوسّعّ العسكريّ، تم غزو منشوريا، فتلى ذلك قيام الحرب اليابانيّة-الصّينيّة الثانية (1937-1945 م). شعر الزّعماء اليابانيّون بوجوب مهاجمة القاعدة البحريّة الأمريكيّة في بيرل هاربور سنة 1941 م لضمان السّيادة اليابانيّة على المحيط الهادئ. إلا أنه وبعد دخول الولايات المتّحدة في الحرب العالميّة الثّانية بدا أن التّوازن في المحيط الهادئ أخذ يميل ضدّ مصلحة اليابانيّن. بعد حملات طويلة في المحيط الهادئ، خسرت اليابان أوكيناوا في جزر ريوكيو وتراجعت حدودها الإمبراطورية حتى الجزر الأربعة الرّئيسيّة. قامت الولايات المتحدة بشن حملة من القصف الجوي على طوكيو وأوساكا والمدن الأخرى، سميت الخطة باسم الـقصف الاستراتيجي، تم فيها قصف هيروشيما وناغاساكي بالقنبلة الذرية لأول مرة. استسلمت اليابان أخيرا ووُقِّعَت المعاهدة النهائية في 15 أغسطس 1945م.

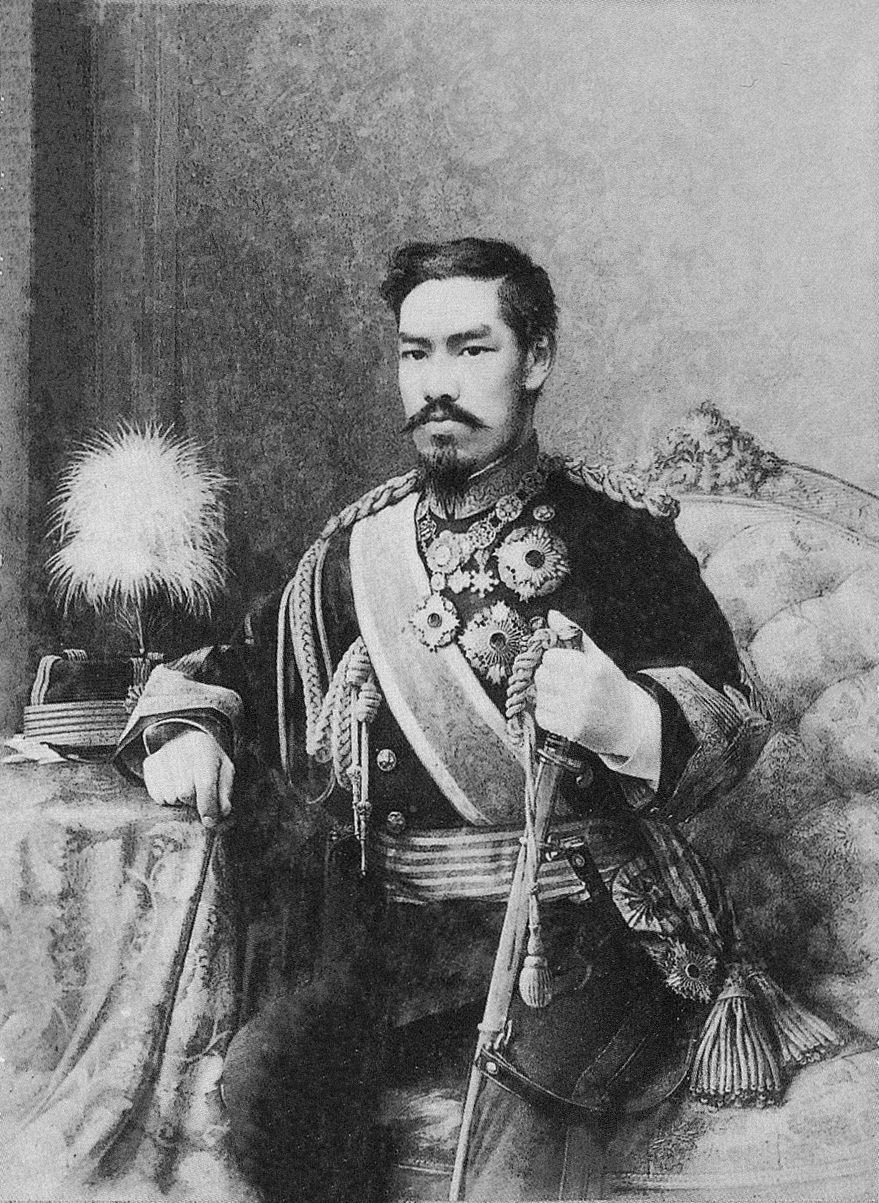
الإمبراطور ميجي (1868-1912)، وكان قد استعاد حكم الامبراطورية في نهاية توكوغاوا شوغن

بقيت اليابان بعد الحرب تحت الاحتلال الأمريكي حتى 1952. بدأت بعدها فترة نقاهة اقتصادية استعادت البلاد فيها عافيتها وعم الرخاء الأرخبيل الياباني. بقيت جزيرة ريوكو تحت السيطرة الأمريكية حتى 1972. ولا زالت هذه الأخيرة تحتفظ ببعض من قواتها في البلاد حتى اليوم. مع نهاية الحرب العالمية الثانية قام الاتحاد السوفيتي بالاستيلاء على جزر الكوريل، وإلى اليوم، ترفض روسيا إعادتها إلى اليابان.

### العائلة الإمبراطورية
طبقًا للدستور الياباني، يعدّ الإمبراطور رمزًا للدولة ولوحدة الشعب. ولكن ليس لديه سلطة على الحكومة. وفي عام 2019 تقلد الإمبراطور ناروهيتو عرش اليابان ليصبح بذلك الإمبراطور رقم 126 في تاريخ اليابان. يقوم أفراد العائلة الإمبراطورية باستقبال الضيوف من رؤساء البلاد الأخرى وكذلك بأداء زيارات إلى خارج اليابان. ومن خلال تلك الأنشطة وغيرها، يقوم أفراد العائلة الإمبراطورية بدور هام في تعزيز علاقات الصداقة الدولية. يحرص أفراد العائلة الإمبراطورية على الحفاظ على التواصل مع المواطنين اليابانيين من خلال اشتراكهم بالحضور في المناسبات المختلفة عبر أنحاء البلاد، وكذلك من خلال القيام بزيارات لمنشآت ذوي الاحتياجات الخاصة والمسنين وغيرها. ويتمتع أفراد العائلة الإمبراطورية باحترام كبير من قبل الشعب.

## السياسة والحكومة

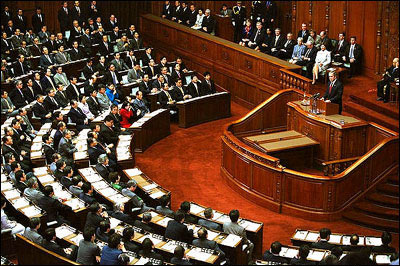
المجلس التشريعي في اليابان.

يقوم دستور اليابان والذي أصبح ساريًا منذ عام 1947، على ثلاثة مبادئ أساسية هي: سيادة الشعب، واحترام حقوق الإنسان الرئيسية، ونبذ الحروب. وينص الدستور أيضاَ على استقلالية السلطات الحكومية الثلاث: التشريعية (المجلس التشريعي)، والتنفيذية (مجلس الوزراء)، والقضائية (المحاكم). يعد المجلس التشريعي، البرلمان القومي لليابان، أعلى عضو في سلطة الدولة والجهة الوحيدة المسؤولة عن إعداد التشريعات والقوانين في الدولة. ويتألف المجلس التشريعي من مجلس النواب الذي يضم 480 مقعدا (المجلس الأدنى) ومجلس المستشارين والذي يضم نحو 242 مقعدًا (المجلس الأعلى). ويتمتع كل مواطن ياباني بمجرد بلوغه العشرين عامًا بالحق في الإدلاء بصوته في الانتخابات. توجد 47 حكومة محلية وأكثر من 3000 مجلس بلدي في اليابان، تشمل مسؤولياتهم توفير التعليم والرعاية والخدمات الأخرى، وكذلك إنشاء وتحسين البنية التحتية بما في ذلك المرافق العامة. ممارسة تلك الهيئات لأنشطتها الإدارية تجعل هناك اتصالًا وثيقًا بينها وبين السكان المحليين. يتم اختيار رؤساء الحكومات الإقليمية وأعضاء المجالس المحلية عن طريق الانتخابات.
شكل الحكم
تتمتع اليابان بنظام برلماني للحكم يشبه أنظمة دولتي بريطانيا وكندا. وبخلاف الأمريكيين والفرنسيين لا يقوم اليابانيون بانتخاب رئيس الدولة بصورة مباشرة. فأعضاء المجلس التشريعي يقومون بانتخاب رئيس مجلس الوزراء فيما بينهم. وبناء على ذلك، يقوم رئيس الوزراء بتشكيل مجلس الوزراء وبقيادة مجلس وزراء الحكومة. ومجلس الوزراء، ويكون مجلس الوزراء مسؤولًا أمام المجلس التشريعي في تأديته للسلطة التنفيذية.
السلطة القضائية
أما السلطة القضائية فتختص بها كل من المحكمة العليا والمحاكم الدنيا مثل المحاكم العالية والمحاكم المحلية والمحاكم العاجلة. وتتكون المحكمة العليا من رئيس المحكمة و14 قاضيًا آخر، يتم تعيينهم من قبل مجلس الوزراء. وتتم معالجة معظم القضايا أمام المحاكم المحلية. وتوجد أيضًا المحاكم العاجلة التي تتعامل مع مشاكل مثل المخالفات المرورية. وتم إدخال نظام المحلفين في مايو 2009. وقد اختير عشوائيا، وفق هذا النظام، ستة مواطنين بالغين (20 سنة أو أكثر) للقيام بمهام المحلفين في القضايا الجنائية المعروضة في المحاكم المحلية.
السلطة التشريعية
السلطة التشريعية تتألف من مجلس النواب (شوغي-إن) وعددهم 480 نائبا، يتم انتخابهم عن طريق اقتراع عام شعبي كل أربع سنوات، ومجلس المستشارين (سانغي-إن) من 247 مقعدا، والذين يؤدي أعضائها المنتخبين عن طريق اقتراع عام أيضا مهمتهم لمدة ست سنوات. تقوم الأحزاب الممثلة بتعيين المسؤولين من طرفها في الغرفتين ثم يتم إجراء اقتراع سري لتحديد المسؤولين المنتخبين.
الدستور
على الورق يعدّ نظام اليابان ملكيا دستوريا إلا أن سلطة الإمبراطور محدودة جدًا وترقى إلى المراسم أكثر منها سلطة رسمية حيث يعرف من قبل الدستور الياباني على أنه «رمز الدولة ووحدة الشعب». لا زال تعريف النظام السياسي الياباني في محل شك فرغم تصريحه بكون البلاد «ملَكِية» إلا أن الأكثرية تعتقد أن كلمة «جمهورية» ستكون أصح. لليابان عائلة مالكة يقودها الإمبراطور، إلا أن الدستور الحالي لا يكفل له أية سلطات فعلية، ولا حتى مؤقتة في الحالات الاستثنائية. تعدّ السلطة التنفيذية مسؤولة أمام البرلمان، يمثلها مجلس وزراء، يتألف من رئيس وزراء ووزراء، كلهم مدنيين، يجب على رئيس الحكومة أن يكون عضوا في إحدى غرفتي البرلمان الياباني، يوصى بعدها من طرف زملائه للموافقة على تعيينه من قبل الإمبراطور. يملك رئيس الوزراء سلطة تعيين وإقالة الوزراء في أي وقت، والذين يجب أن يكون أغلبهم من أعضاء البرلمان. السيادة والتي كانت ممثلة في شخص الإمبراطور أصبحت بموجب الدستور الياباني ممثلة في الشعب نفسه، بينما خلع على الإمبراطور صفة رمز الدولة.
الأحزاب
تشهد اليابان تعددية حزبية من أهمها: الحزب الليبرالي الديمقراطي، الحزب الديمقراطي، كوميتو، الحزب الشيوعي الياباني، الحزب الاشتراكي الديمقراطي، حزب الشعب الجديد، وحزب مينا نوتو.
تاريخ الأحزاب
حكمت اليابان منذ عام 1955 بواسطة الحزب الديمقراطي الليبرالي ذو الاتجاه الحافظ، والذي جمع في صفوفه بين البيروقراطية وأعيان الريف وكبار رجال الأعمال والمهنيين والذين زودوا الحزب بالدعم المالي والأصوات والمهارات والمقدرة التنظيمية اللازمة للحكم والإدارة والتي بمقتضاها استطاع الحزب أن يستمر في الحكم اليابان منذ تكوينه وحتى بداية التسعينيات.
كما عرفت اليابان أحزاب أخرى مثل الحزب الاشتراكي الياباني الذي تأسس في عام 1960 من خلال أعضاء الجناح اليميني في الحزب الاشتراكي الياباني، كما يوجد أيضا الحزب الشيوعي الياباني وحزب الحكومة النظيفة، والحزب الاشتراكي الديمقراطي.
ولسنوات طويلة ظلت الحياة السياسية في اليابان يحكمها نوع من الثنائية في التركيبة الحزبية ممثلة في الحزبيين الديمقراطي الليبرالي والاشتراكي، ولكنها جوهريا كانت تكرس مكانة الحزب الديمقراطي الليبرالي مع التأكيد للعالم على مدى تقبل النظام الياباني لوجود معارضة حرة. أدى ذلك إلى انفراد الحزب الديمقراطي الليبرالي بالحكم لفترة طويلة بينما بقيت المعارضة متمثلة في الحزب الاشتراكي.
وقد ذهب بعض الباحثين في تحليلهم للنظام الياباني إلى أن اليابان تعدّ من الناحية الفعلية نظام لحزب واحد، وأن القيم والثقافة السائدة فيه تختلف عن تلك الموجودة في الغرب، فقيم العنصرية والهيراركية والاعتمادية السائدة في اليابان مقابل قيم الفردية والاستقلالية السائدة في الغرب، كما أن وجود حزب مسيطر في اليابان يجعل الديمقراطية اليابانية تختلف عن ديمقراطية الغرب، والتي يكون الأفراد والأحزاب فيها عرضة لصراعات واختلافات مستمرة. وبعبارة أخرى فإن ما يراه الغرب من متطلبات الديمقراطية أو شروطها يمكن أن يقود إلى نتائج خادعة في حالة اليابان ودول شرقي آسيا.
ويلاحظ في حالة الأحزاب اليابانية أنه على الرغم من الأخذ بالتعددية الحزبية وفقا للنمط الغربي إلا أنه لا يوجد الرباط القوى بين الأفراد والأحزاب السياسية، وحتى بالنسبة للأحزاب التي تلعب الأيديولوجية فيه دورا كبيرا لتحديد الانتماء والهوية كالحزب الشيوعي فإن أولئك الذين يعطون أصواتهم للأحزاب الأيديولوجية في اليابان قد لا يكون لديهم انتماء إيديولوجي قوي بالضرورة، كما أن عديد من المواطنين الذين يعطون أصواتهم للأحزاب المعارضة في اليابان قد لا يفعلون ذلك عن اقتناع إيديولوجي بتلك الأحزاب بقدر ما يفعلون ذلك تعبيرا عن عدم رضاهم عن النظام السياسي، وإذا كانت الإيديولوجية ليس لها تأثير كبير على السلوك التصويتي في اليابان إلا أن الأحزاب تتميز عن بعضها بتوجهاتها الفلسفية. كما تتميز الأحزاب اليابانية أيضا بضعف العلاقة بين السياسة الحزبية والانقسامات الاجتماعية والثقافية، فالأحزاب التي تتكون والأصوات التي تتحدد وفقا لهذا الانقسام تكاد تكون غير ملموسة في السياسة الانتخابية في اليابان.
وقد بدأت اليابان تعرف خبرة التحول الديمقراطي عقب هزيمتها في الحرب العالمية الثانية حيث فرض الحلفاء عليها دستور 1947 والذي ينطوي على القواعد والمبادئ الديمقراطية. واستطاعت اليابان أن تحافظ على الممارسة الديمقراطية الناجحة طوال فترة تزيد عن أربعة عقود من الزمان، وينطوي دستور 1947 على مبدأ القيادة الشعبية ومبدأ الديمقراطية البرلمانية وعلى الحقوق والحريات الأساسية للمواطنين، ويمكن تفسير الاتساق والاستمرارية في الدستور الياباني بعدة عوامل من أهمها أنه جاء ليعكس بعض الأفكار المهمة التي كانت سائدة لدى ذوي النزعة الليبرالية في اليابان، وعدم وجود دوافع ملحة لدى الشعب الياباني لتعديل الدستور، بالإضافة إلى تقبل المبادئ الجديدة التي جاء بها الدستور وبصفة خاصة بعد أن تم تطويع تلك المبادئ لكي تتناسب مع الواقع الياباني.
وتعرف اليابان بالإضافة إلى التعددية الحزبية تعددية داخل الأحزاب ذاتها بمعنى اختلاف الأجنحة والتيارات السياسية والطوائف وتباينها سواء داخل الحزب الحاكم ذو الميول المحافظة أو داخل أحزاب المعارضة ذات النزعة التقدمية، فالحزب الديمقراطي الليبرالي يعبر عن التعددية من خلال ما يوجد داخله من طوائف متعددة ونزعات مختلفة وقطاعات متباينة، لذلك يتساءل البعض عما إذا كان الحزب الديمقراطي الليبرالي في اليابان يعبر عن حزب سياسي واحد، أم يعبر عن ائتلاف حزبي، أم يمثل نظاما حزبيا بمفرده. كما تشهد أحزاب المعارضة بدورها تعددية في الآراء والاتجاهات داخل كل حزب، وانقسامات حول بعض القضايا المهمة.
ويلاحظ بالنسبة للديمقراطية اليابانية أن المؤسسات السياسية تنطوي على قواعد عامة تكفل للأفراد التعبير عن مطالبهم وتكفل لهم فرصة التحدي السلمي أو المعارضة للنظام القائم والوصول إلى حلول توفيقية بالنسبة لأغلب القضايا السياسية المهمة دون تخوف من فقدان الحرية أو الممتلكات أو الحياة، كما أن الشرطة والقوات المسلحة لا يقومون بممارسة دور سياسي أو اختطاف أو قتل أو تعذيب المعارضين سياسيا للنظام، كما أن الجماعات المصلحية في النظام الياباني تمارس دورها بنشاط وحيوية مما يزيد من السمات الديمقراطية للنظام السياسي، كما أن طبيعة النظام البرلماني في اليابان كان من شأنها تقليص سلطات الإمبراطور وتزايد دور البرلمان في عمليات صنع السياسة وفي حماية الدستور مما أدى إلى انبعاث النظام الديمقراطي كبديل عن النظام السلطوي الذي ألفته اليابان لفترة زمنية طويلة، كما تظهر المهارة اليابانية في تطبيق الديمقراطية المستحدثة في البيئة اليابانية في مركب واحد متجانس يضفي على الديمقراطية اليابانية طابعها المتميز وسماتها الخاصة، ولذلك يمكن القول عن اليابان أنها قد خضعت لتأثير ثلاثة عوامل أساسية وهي التقاليد السياسية والثقافية اليابانية، وخبرة الاحتلال الأمريكي والتغيرات الاجتماعية في فترة ما بعد الحرب العالمية الثانية، حيث أسهمت هذه العوامل في إضفاء الاستقرار على عملية التحول الديمقراطي في اليابان.
ومنذ عام 1993 أصبحت إمكانية تبادل الأدوار بين الحزب الديمقراطي الليبرالي وغيره من الأحزاب المعارضة قائمة حيث لم يتمكن الحزب من الفوز في هذه الانتخابات وبدأت اليابان تعرف فكرة الحكومة الائتلافية والتي يشارك فيها أكثر من حزب في الحكم نظرا لعدم حصول أي حزب على الأغلبية اللازمة لتشكيل الحكومة بمفرده، فقد كانت الحكومة التي تشكلت في يونيو سنة 1994 حكومة ائتلافية، كما أقررت انتخابات سنة 1966 في اليابان حكومة ائتلافية أيضا وينفي ذلك فكرة الأحادية الحزبية عن النظام الياباني.

## الجيش والعلاقات الخارجية
اليابان لديها علاقات اقتصادية وعسكرية وثيقة مع الولايات المتحدة؛. التحالف الأمني بين الولايات المتحدة واليابان بمثابة حجر الزاوية للسياسة الخارجية للبلاد. دولة عضو في الأمم المتحدة منذ عام 1956، وقد خدم اليابان باعتبارها الأمن غير الدائمين عضو المجلس ليصبح المجموع 19 عامًا، وكان آخرها عامي 2009 و2010. انها واحدة من الدول G4 تسعى إلى العضوية الدائمة في مجلس الأمن.
وتشارك اليابان في العديد من النزاعات الإقليمية مع جيرانها: مع روسيا بشأن جزر الكوريل الجنوبية، مع كوريا الجنوبية على مدى الصخور Liancourt، مع الصين وتايوان على جزر سينكاكو، ومع الصين على المنطقة الاقتصادية الخالصة حول. اليابان أيضا. يواجه النزاع القائم مع كوريا الشمالية بشأن اختطاف هذا الأخير لمواطنين يابانيين وأسلحتها النووية وبرنامج الصواريخ (انظر أيضا المحادثات السداسية).
اليابان تحافظ على واحدة من أكبر الميزانيات العسكرية في أي بلد في العالم. وساهمت اليابان غير مقاتل من القوات إلى الحرب على العراق لكنها سحبت قواتها في وقت لاحق. والبحرية اليابان قوات الدفاع الذاتي هو مشارك منتظم في RIMPAC تدريبات بحرية.
ويقتصر الجيش الياباني في المادة 9 من الدستور الياباني، الذي تتخلى عن حقها في اليابان لاعلان الحرب أو استخدام القوة العسكرية في النزاعات الدولية. ويخضع الجيش الياباني من قبل وزارة الدفاع، وتتكون أساسا من قوة الدفاع الذاتي اليابانية البرية (JGSDF)، والبحري اليابان قوات الدفاع الذاتي (JMSDF) والهواء اليابان قوات الدفاع الذاتي (JASDF). وقد تم القوات التي تم استخدامها مؤخرا في عمليات حفظ السلام؛. نشر قوات إلى العراق شهد أول استخدام في الخارج من الجيش الياباني منذ الحرب العالمية الثانية. نيبون كيدانرين ودعا الحكومة إلى رفع الحظر المفروض على صادرات الأسلحة بحيث يمكن لليابان انضمام مشاريع متعددة الجنسيات مثل مقاتلات الهجوم المشترك.

## الجغرافيا

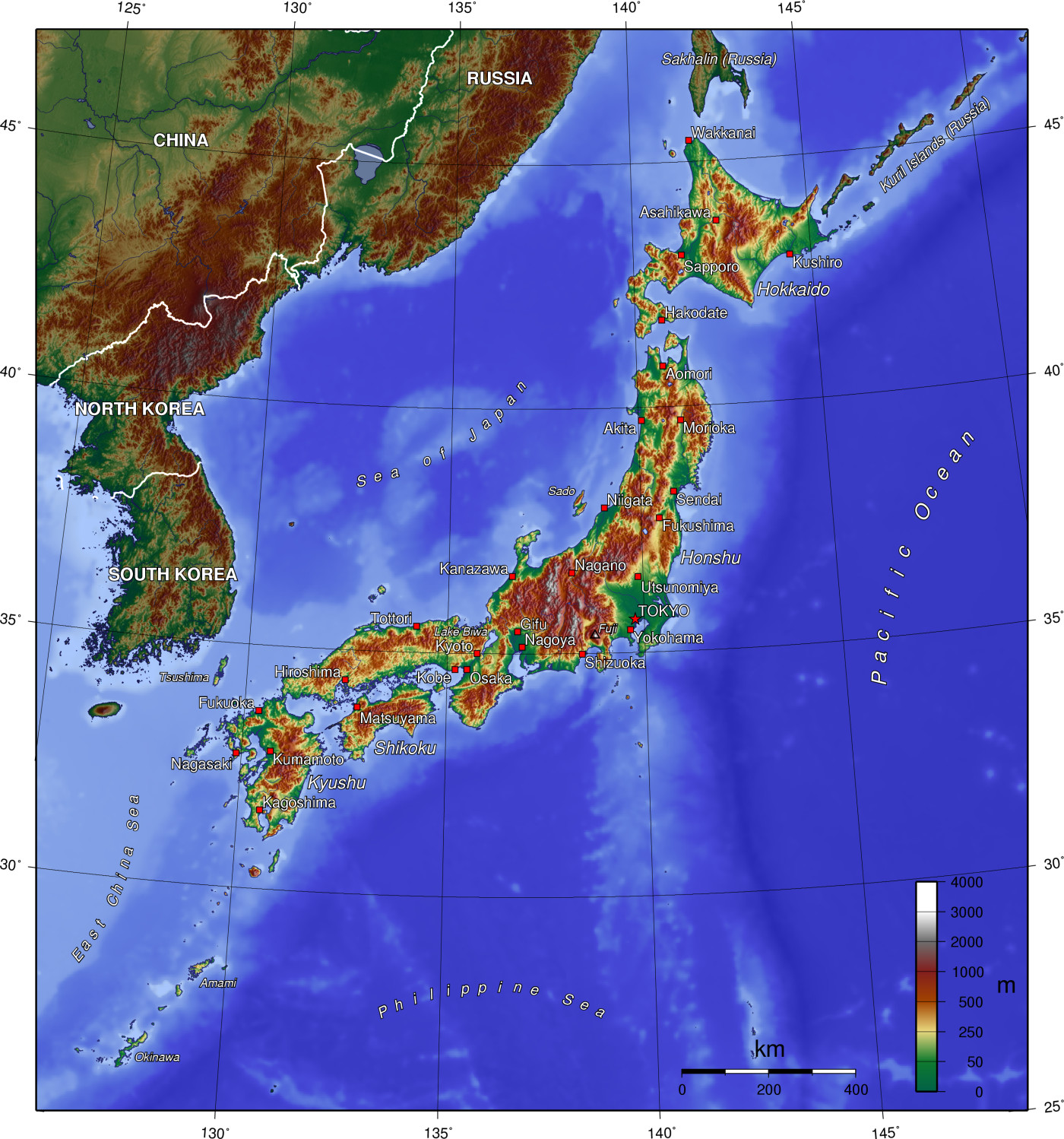
خريطة طبوغرافية للأرخبيل اليابانية.

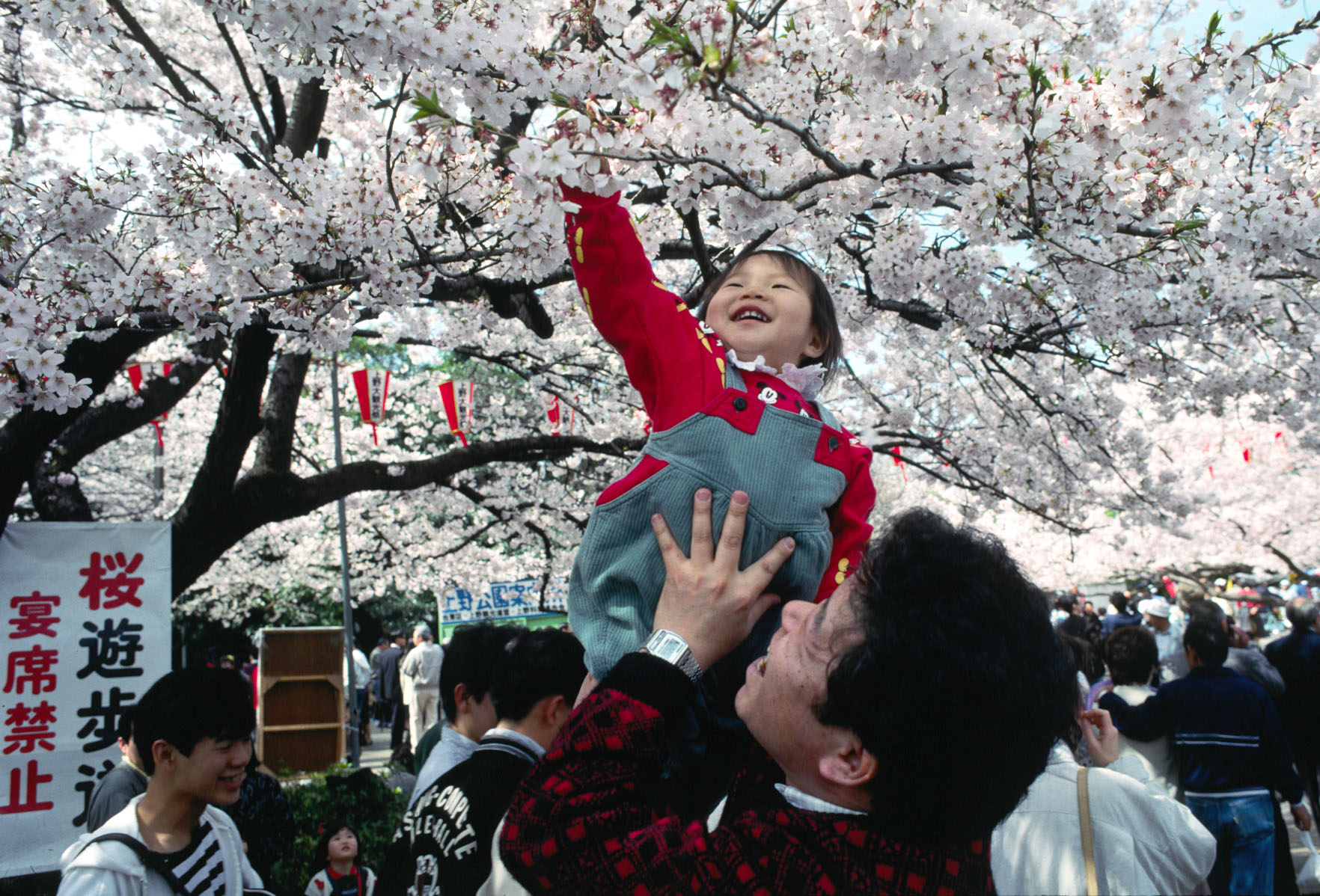
هانامي الاحتفالات تحت ساكورا في أوينو بارك، طوكيو.

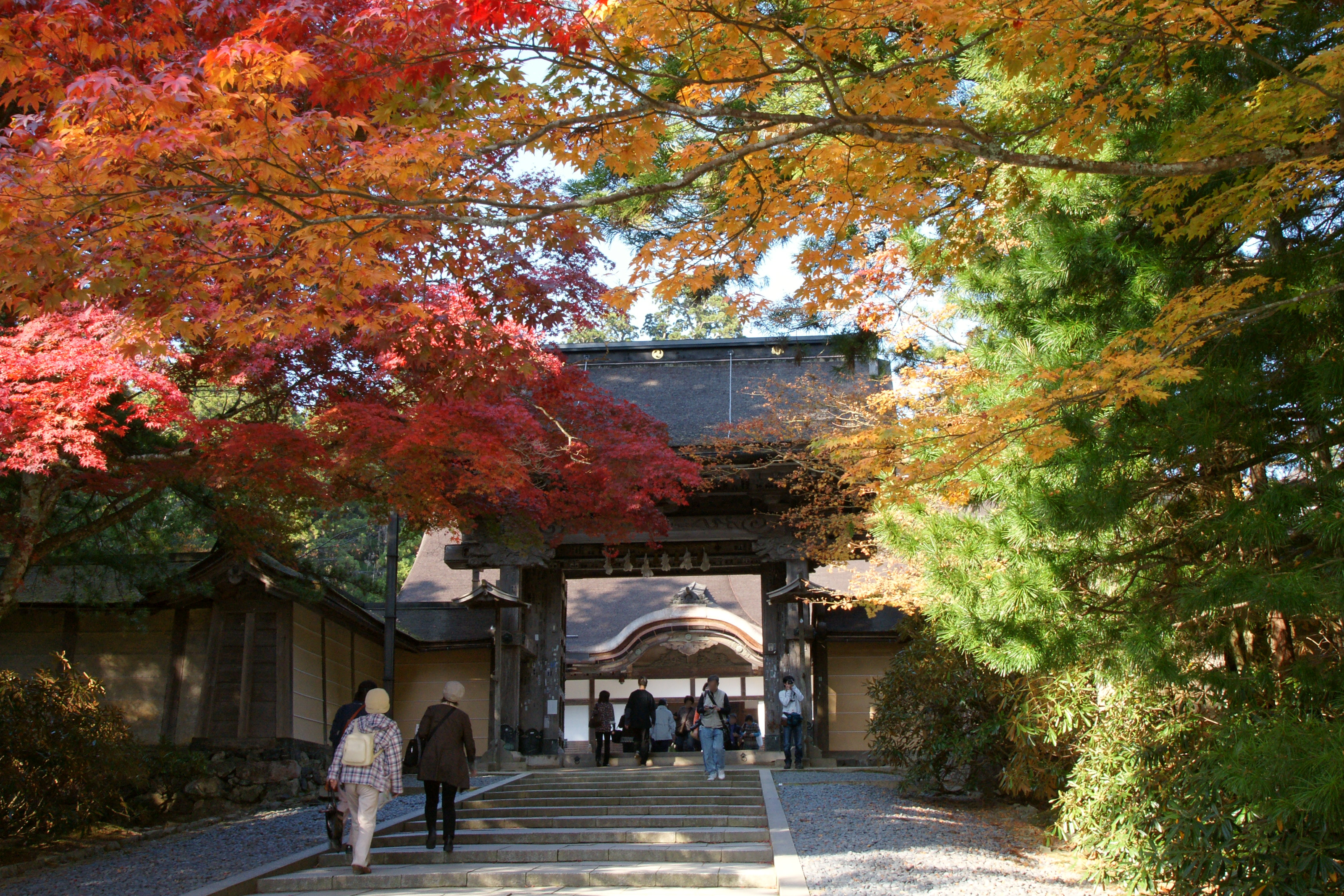
الخريف إجازات قيقبية (momiji) في Kongōbu في جبل كويا، من مواقع التراث العالمي لليونسكو.

اليابان لديها ما مجموعه 14125 جزيرة ممتدة على طول ساحل المحيط الهادي في شرق آسيا. البلد، بما في ذلك كل من الجزر التي تسيطر عليها، وتقع بين خطي عرض 24 درجة و46 درجة شمالًا، وخطي طول 122 درجة و146 درجة E. الجزر الرئيسية من الشمال إلى الجنوب، وهوكايدو، هونشو، شيكوكو وكيوشو. جزر ريوكيو، بما في ذلك أوكيناوا، هي سلسلة إلى الجنوب من كيوشو. معا من المعروف في كثير من الأحيان على أنها أرخبيل الياباني.
حوالي 73 في المئة من اليابان هي الغابات الجبلية، وغير صالحة للاستخدام الزراعي والصناعي، أو السكنية. ونتيجة لذلك، ارتكزت الكثافة السكانية في المناطق الساحلية، حيث تعد اليابان واحدة من أكثر الدول كثافة سكانية في العالم.
وتقع هذه الجزر في اليابان في منطقة بركانية في حزام النار في المحيط الهادي، فهي في المقام الأول نتيجة للتحركات الكبيرة التي تحدث في المحيطات على مدى مئات الملايين من السنين من السيلوري منتصف العصر الحديث الأقرب إلى نتيجة من الاندساس في اللوحة بحر الفلبين تحت الصفيحة القارية وAmurian أوكيناوا اللوحة إلى الجنوب، والاندساس من صفيحة المحيط الهادئ في إطار اللوحة أوخوتسك في الشمال. وعلقت اليابان في الأصل إلى الساحل الشرقي من القارة الآسيوية. سحب لوحات subducting اليابان شرقا، وفتح بحر اليابان حوالي 15 مليون سنة مضت.
اليابان لديها 108 بركانا نشطا، الزلازل المدمرة أدت في كثير من الأحيان لتسونامي، توحدث مرات عدة كل قرن. إن الزلزال الذي ضرب طوكيو 1923 قتل أكثر من 140.000 شخص. الزلازل الكبرى أكثر الأخيرة لعام 1995 زلزال هانشين العظيم وزلزال توهوكو 2011، A-9.0 درجات الزلزال الذي ضرب اليابان في 11 مارس 2011، وأثار موجة مد كبيرة. في 24 مايو عام 2012، والزلزال الذي بلغت قوته 6.1 ضرب قبالة ساحل شمال شرق اليابان. ومع ذلك، قد ولدت تسونامي.

### المناخ
[[تصنيف كوبن للمناخ في اليابان]]
مناخ اليابان غالبًا ما يكون معتدلا، لكنه يختلف كثيرًا من الشمال إلى الجنوب، يقسم التوزيع الجغرافي إلى ست مناطق مناخية رئيسية: هوكايدو وبحر سيتو الداخلي وبحر اليابان وأواسط المرتفعات والمحيط الهادئ وجزر ريوكيو. تتميز جزيرة هوكايدو (منطقة الشمال) بمناخ رطب مع أشتية باردة وطويلة جدًا، وأصياف تتراوح بين باردة وحارة. الهطول ليس غزيرًا، لكن عادة تظهر منحدرات ثلجية كثيفة في الجزر أثناء الشتاء.
يسبب الشتاء تساقطات ثلجية غزيرة في جزيرة هونشو بمنطقة بحر اليابان، وتكون المنطقة في الصيف أبرد من منطقة المحيط الهادئ، لكنها تواجه أحيانًا حرارة شديدة بسبب رياح فون. لأواسط المرتفعات مناخ داخلي رطب مع حرارة تتغير بين الصيف والشتاء والليل والنهار، والهطول بها خفيف. تحمي جبال منطقتي شيكوكو وتشوغوكو بحرَ سيتو الداخلي من الرياح الموسمية مما يعطي جوًا معتدلا على مدار السنة.
يمتاز ساحل المحيط الهادئ بمناخ رطب شبه مداري يوفر أشتية معتدلة الحرارة بالإضافة إلى تساقط الثلوج في بعض الأحيان، وأصيافًا رطبة نتيجةً للرياح الموسمية التي تأتي من الجنوب الشرقي. لجزر ريوكيو مناخ شبه استوائي وأشتية دافئة وأصياف حارة، الهطول غزير جدًا خاصة أثناء موسم الأمطار. يعرض الجو المناخي الرطب تغيرات متنوعة ملحوظة مثل الإزهار في الربيع وصيحات حشرة الزيز وسقوط الأشجار، هذه كلها مشهورة في الفن والأدب اليابانِيَين.
يبلغ متوسط درجة الحرارة في فصل الشتاء في اليابان هو 5.1 سيلسيوس، ومتوسطها في الصيف يبلغ 25.2 سيلسيوس،  أعلى درجة سُجِّلت في اليابان هي 40.9 سيلسيوس بتاريخ 16 أغسطس 2007. يبدأ الموسم المطير الرئيسي في شرق آسيا في أوائل شهر ماي في أوكيناوا وتتحرك تدريجيًا في اتجاه الشمال حتى تصل إلى هوكايدو في أواخر يوليو، وفي غالبية هونشو يبدأ الموسم المطير قبل أواسط يونيو ويدوم لقرابة ستة أسابيع، يجلب إعصار تيفون معه أمطارًا غزيرة وذلك في أواخر الصيف وأوائل الخريف.
يضرب اليايان العديد من الأعاصير الاستوائية خاصة في موسم أعاصير المحيط الهادئ مثل إعصار لان الذي ضربها عام 2017.

### التنوع الجيولوجي
لليابان تسع غابات حيوية تعكس مناخ وجغرافيا الجزر، وتتنوع من غابات رطبة واسعة وشبه استوائية موجودة في جزر بونين وجزر ريوكيو، وغابات معتدلة ومختلطة موجودة في مناطق المناخ اللطيف في الجزر الرئيسية، وغابات صنوبرية موجودة في المناطق الباردة والشتائية من الجزر الشمالية. ولليابان أكثر من 9.000 صنفًا من الحياة البرية متضمنة المكاك الياباني والدب البني وكلب الراكون الياباني والسلمندر العملاق الياباني. أُقيمَت العديد من المتنزهات الوطنية لحماية المناطق المهمة للنباتات والحيوانات الإقليمية وكذلك مناطق رامسار الرطبة السبع الثلاثون. كما أدرجت اليونسكو أربعة مواقع في لائحتها لمواقع التراث العالمي نظرًا لقيمتها الطبيعة العالية.

### البيئة
في هذه الفترة من النمو الاقتصادي السريع بعد الحرب العالمية الثانية، وقلل من أهمية السياسات البيئية من قبل الشركات الحكومية والصناعية، ونتيجة لذلك، والتلوث البيئي على نطاق واسع في 1950 و1960. وردا على القلق المتزايد حول المشكلة، وضعت الحكومة عدة قوانين حماية البيئة في عام 1970. القضايا البيئية الحالية. إن أزمة النفط في عام 1973 كما شجعت كفاءة استخدام الطاقة نظرا لعدم اليابان للموارد الطبيعية. وتشمل الهواء في المناطق الحضرية التلوث (أكاسيد النيتروجين، علقت الجسيمات، والمواد السامة)، وإدارة النفايات، التخثث المياه، والمحافظة على الطبيعة، تغير المناخ، وإدارة المواد الكيميائية والتعاون الدولي من أجل الحفاظ على البيئة.
اليابان هي واحدة من قادة العالم في تطوير تقنيات صديقة للبيئة الجديدة، ويأتي في المرتبة أفضل 20 في العالم في مؤشر 2010 الأداء البيئي. وكما من الدول الموقعة على بروتوكول كيوتو، والبلد المضيف للمؤتمر عام 1997 الذي خلقها، واليابان معاهدة ملزمة لخفض انبعاثاتها من غاز ثاني أكسيد الكربون، واتخاذ خطوات أخرى للحد من تغير المناخ.

## التقسيمات الإدارية
تتكون اليابان من 47 مقاطعة (محافظة)، كل يشرف عليها بيروقراطية محافظ، التشريعية والإدارية المنتخبة. وتنقسم كل محافظة إلى مزيد من المدن والبلدات والقرى. أن الأمة تعيش حاليا عملية إعادة التنظيم الإداري عن طريق دمج العديد من المدن والبلدات والقرى مع بعضها البعض. هذه العملية سوف تقلل من عدد من شبه محافظة مناطق إدارية، ويتوقع أن تخفض التكاليف الإدارية.

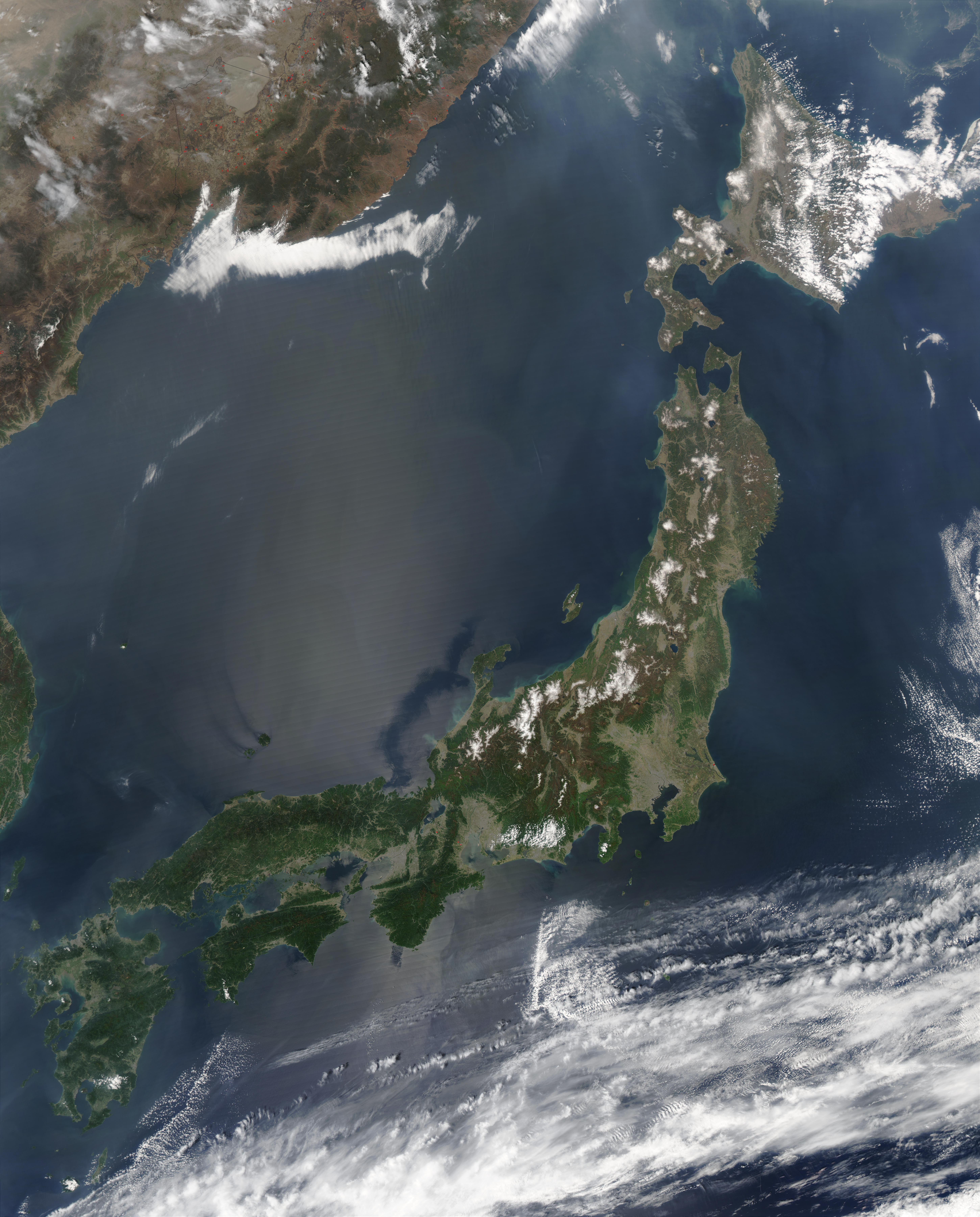
صورة فضائية لليابان.

### المناطق
| تنقسم اليابان إلى ثمان مناطق وهي: - هوكايدو (北海道) - توهوكو (東北地方) - كانتو (関東地方) - تشوبو (中部地方) - كانساي (関西) - تشوغوكو (中国地方) - شيكوكو (四国) - كيوشو (九州) |

### المحافظات
تنقسم اليابان إلى 47 محافظة (مرتبة حسب مقياس أيزو 3166-2 الياباني):
| - (01) هوكايدو (北海道) - (02) آوموري (青森) - (03) إيواتيه (岩手) - (04) ميياغي (宮城) - (05) أكيتا (秋田) - (06) ياماغاتا (山形) - (07) فوكوشيما (福島) - (08) إيباراكي (茨城) - (09) توتشيغي (栃木) - (10) غونما(群馬) - (11) سايتاما (埼玉) - (12) تشيبا (千葉) - (13) طوكيو (東京) - (14) كاناغاوا (神奈川) - (15) نيئيغاتا (新潟) - (16) توياما (富山) | - (17) إيشيكاوا (石川) - (18) فوكوئي (福井) - (19) ياماناشي (山梨) - (20) ناغانو (長野) - (21) غيفو (岐阜) - (22) شيزوأوكا (静岡) - (23) آييتشي (愛知) - (24) ميئه (三重) - (25) شيغا (滋賀) - (26) كيوتو (京都) - (27) أوساكا (大阪) - (28) هيوغو (兵庫) - (29) نارا (奈良) - (30) واكاياما (和歌山) - (31) توتوري (鳥取) - (32) شيمانيه (島根) | - (33) أوكاياما (岡山) - (34) هيروشيما (広島) - (35) ياماغوتشي (山口) - (36) توكوشيما (徳島) - (37) كاغاوا (香川) - (38) إهيميه (愛媛) - (39) كوتشي (高知) - (40) فوكوأوكا (福岡) - (41) ساغا (佐賀) - (42) ناغاساكي (長崎) - (43) كوماموتو (熊本) - (44) أوئيتا (大分) - (45) مييازاكي (宮崎) - (46) كاغوشيما (鹿児島) - (47) أوكيناوا (沖縄) |

## الرموز الوطنية
يطلق اسم «هينومارو» على علم اليابان، وقد بدأ استخدام هذا العلم القومي في السنوات الأخيرة من القرن التاسع عشر. ويصور العلم الشمس كقرص أحمر يتوسط خلفية بيضاء. ترجع جذور كلمات النشيد الوطني لدولة اليابان، والذي يدعى « كيميغايو »، إلى القصيدة المكونة من 31 مقطعًا لفظيًا، تدعى « واكا »، وهذا النوع من القصائد كان يكتب في القرن العاشر الميلادي. اكتسب «الكيميغايو» شكله الحالي خلال النصف الثاني من القرن التاسع عشر، عندما تم القيام بإعداد لحن لكلماته. وتدعو كلمات النشيد إلى دوام السلام والازدهار في اليابان. فكلمات النشيد الوطني مجهولة المؤلف لكن من ألحان هاباشي هيروموري ويطلق على النشيد الوطني الياباني اسم « كيميغايو».

## الاقتصاد
اعتمادًا على شراكة قوية بين الدولة والمؤسسات، وعلى آداب وأخلاقيات متينة أثناء العمل، والتحكم في التقنية الحديثة، وخفض الإنفاق العسكري للبلاد (1% من الناتج المحلي الإجمالي)، تمكنت اليابان من تحقيق طفرة اقتصادية سريعة حتى أصبح ثاني الاقتصاديات في العالم بعد الولايات المتحدة.
- العلاقات القوية بين الصناعيين، المتعاملين والموزعين ضمن مجموعات تسمى «كيئي-ريتسو».
- نقابات عمالية قوية، مع وجود عدد قليل من النزاعات، كما تقوم هذه بتنظيم مسيرة سنوية («شونتو») مع كل ربيع جديد.
- ضمان حق العمل مدى الحياة لشريحة كبيرة من عمال قطاع الصناعات.

على أن هذه الظواهر أخذت تتراجع مؤخرًا.
تعدّ الصناعة القطاع المهيمن على الاقتصاد، يعتمد هذا القطاع على صادرات المواد الأولية والطاقة، القطاع الزراعي يشغل حجمًا أصغر في اقتصاد البلاد ويحظى بدعم كبير من الحكومة، نسب المردودية في اليابان هي الأعلى في العالم. يسد اليابان احتياجاته الشخصية من الأرز بنفسه، ويقوم باستيراد الأنواع الأخرى من الحبوب. يعد أسطول الصيد الياباني الأكبر في العالم، ويقوم بحصد 15% من محصول الصيد في العالم.
عرف الاقتصاد الياباني نموًا كبيرًا خلال العشريات الثلاث الأخيرة: 10% سنويا خلال الستينات، 5% سنويا خلال السبعينات، 4% سنويا خلال الثمانينات. ثم تناقصت وتيرة النمو خلال التسعينات بسبب الاستثمارات الضخمة خلال العشرية التي سبقتها، والسياسة التقشفية التي انتهجتها الحكومة للتخلص من الفائض في الأسواق المالية والعقارية. لم تعرف هذه السياسة النجاح المنشود. وزاد الأمور سوءًا الركود الذي عرفته اقتصاديات كل من الولايات المتحدة ثم بلدان آسيا في نفس الفترة.
على المدى الطويل يشكل اكتضاض المدن، وشيخوخة المجتمع مشكلتان عويصتان. يعتقد البعض أن الآلية (الروبوتيك) هي الحل الأمثل لمثل هذه المشاكل. يمتلك اليابان مجموع 410.000 روبوتًا من بين الـ720،000 وهو مجموع الروبوتات الموجودة في العالم.

### التاريخ الإقتصادي
نمت بعض من السمات بنية الاقتصاد الياباني خلال فترة الإيدو مثل شبكة طرق النقل، والعقد الآجل هو الصناعة المصرفية والأرز. توسَّعت اليابان اقتصاديًا في فترة مييجي سنة 1868 عن طريق اقتصاد السوق،  كما أن العديد من الشركات الحالية قد أُنشِئت في تلك الفترة، أصبحت اليابان الآن الأمة الأكثر تطورًا في آسيا. تُسمَى فترة النمو الإقتصادي الفعلي بين 1960 و 1980 بالمعجزة الاقتصادية اليابانية بعد الحرب، حيث بلغ المتوسط 7.5 بالمئة بين 1960 و 1970 و 3.2 في 1980 وأوائل 1990.
تباطأ هذا النمو بصورة ملحوظة في سنة 1990 أثناء ما يسميه اليابانيون بالعقد الضائع، تباطأ كثيرًا بسبب الآثار الناجمة عن اقتصاد الفقاعة الياباني والسياسات المحلية التي أُعِدت للقضاء على تجاوزات الأسواق والأسهم العقارية. قوبلت محاولات الحكومة لإنعاش النمو الإقتصادي بنجاح صغير ثم أعاقتها فقاعة الإنترنت في سنة 2000. أظهر الاقتصاد تحسنًا ملحوظًا بعد سنة 2005؛ كان الناتج المحلي الإجمالي في تلك السنة هو 2.8 بالمئة، متجاوزًا بذلك معدلات نمو الولايات المتحدة والإتحاد الأوروبي في تلك الفترة.
أصبحت اليابان بدءًا من 2012 ثالث أكبر دولة اقتصاديًا من حيث الناتج المحلي الإجمالي بعد الولايات المتحدة والصين، ورابع أكبر دولة اقتصاديًا من ناحية تعادل القدرة الشرائية بعد الولايات المتحدة والصين والهند. ومنذ ديسمبر 2013، كان الدين العام أكبر بمئتين بالمئة من ناتجها المحلي الإجمالي السنوي مما يجعلها ثاني دولة في العالم من هذه الناحية. وفي أغسطس 2011 خفضت مؤسسة موديز اعتماد اليابان الرئيسي طويل المدى درجةً واحدةً من Aa3 إلى Aa2 متضمنة حجم العجز ومعدل الإستلاف، أسباب تخفيض التقييم هي العجز الكبير ودين الحكومة منذ الكساد العالمي سنة 2009 المتبوع بهزة أرضية وتسونامي في مارس 2011. ويمثل قطاع صناعة الخدمات ثلاثة أرباع الناتج المحلي الإجمالي.

### الصادرات

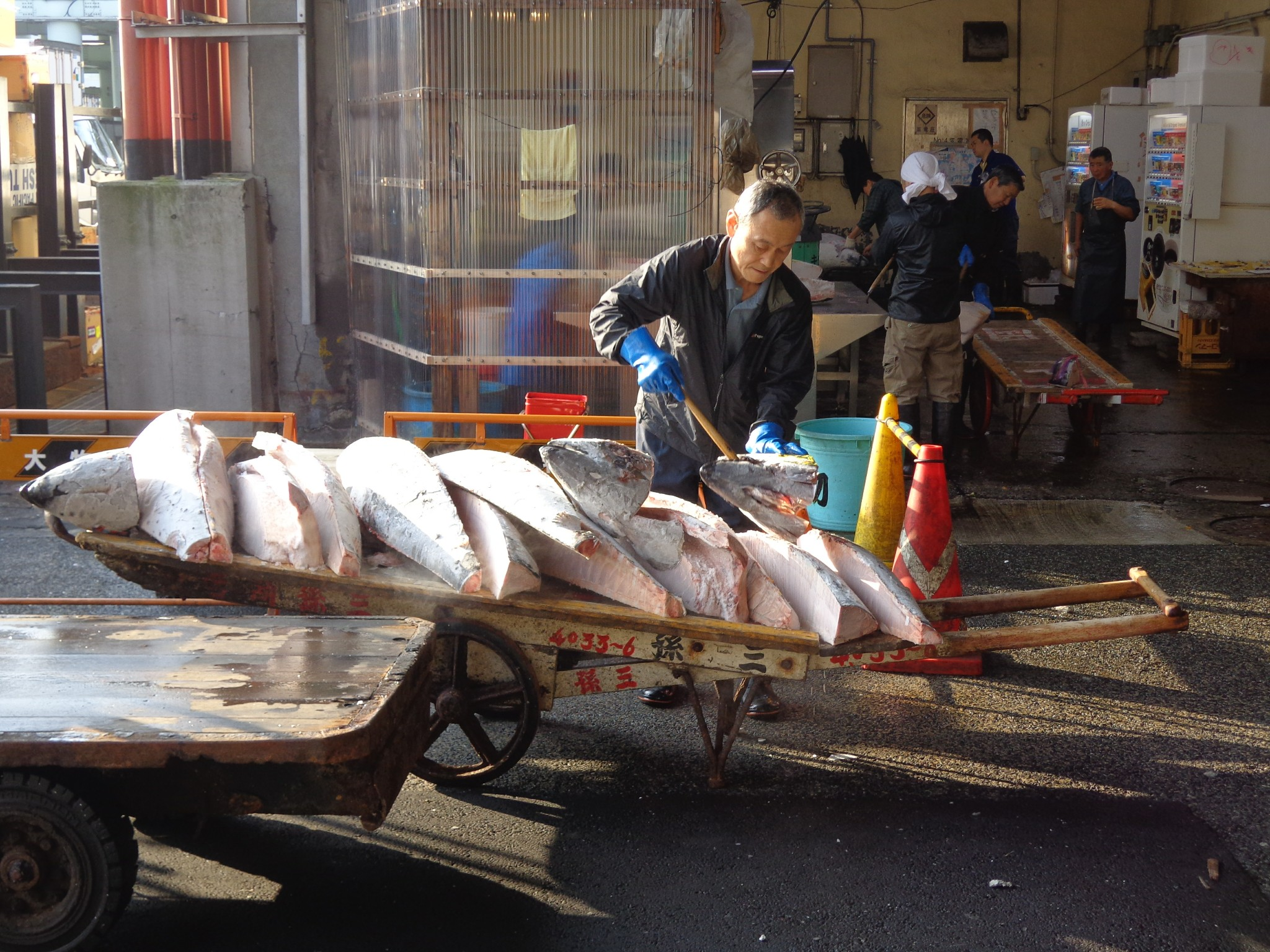
الثروة السمكية في اليابان.

لليابان قوة صناعية ضخمة، وهي موطن لمنتجي أكثر الآلات تطورًا، كالسيارات والإلكترونيات وآلات التشغيل والحديد والفلزات اللاحديدية والسفن والمواد الكيميائية ومصنعات الغذاء. تأخذ الزراعة والحراجة والصيد في اليابان حيزًا قدره ثلاثة عشر بالمئة من الأراضي، كما تمثل اليابان قرابة خمسة عشر من الحصة العالمية للأسماك مما يضعها في المرتبة الثانية بعد الصين. ومنذ 2010 تَشكّلت القوى العاملة لليابان من 65.9 مليون عامل،  كما أن معدل البطالة في اليابان منخفض جدًا وهو 4 بالمئة تقريبًا، في 2007 كان نحو عشرين مليون ياباني أي حوالي سبعة عشر بالمئة من السكان يعيشون تحت خط الفقر. يتَّسِم الإسكان في اليابان بتوفير أراض محدودة في المناطق الحضرية.
بلغت صادرات اليابان 4.210 دولار أمريكي للفرد الواحد سنة 2005، وابتداءً من 2012 أصبحت أسواق التصدير الرئيسية هي الصين (18.1 بالمئة) والولايات المتحدة (17.8) وكوريا الجنوبية (7.7 بالمئة) وتايلاند (5.5 بالمئة) وهونغ كونغ (5.1 بالمئة)، صادراتها الأساسية هي معدات النقل والسيارات والإلكترونيات والآلات الكهربائية والمواد الكيميائية. أما أسواق الواردات في اليابان ابتداءً من 2012 فهي: الصين (21.3 بالمئة) والولايات المتحدة (8.8 بالمئة)، وأستراليا (6.4 بالمئة) والسعودية (6.2 بالمئة) والإمارات العربية المتحدة (5 بالمئة) وكوريا الجنوبية (4.6 بالمئة) وقطر (4 بالمئة).

### الواردات
واردات اليابان الرئيسية هي الآلات والمعدات والوقود الأحفوري والمواد الغذائية (خاصة لحم البقر) والمواد الكيميائية والأقمشة والمواد الخام، وفقًا لإجراءات الحصة السوقية، فإن السوق المحلية في اليابان هي الأقل حرية أكثر من أي بلد في منظمة التعاون الاقتصادي والتنمية. بدأت إدارة جونيتشيرو كويزومي بعض الإصلاحات المحلية المنافسة فارتفعت الإستثمارات الأجنبية.
تحتل اليابان المرتبة 27 من 189 من ناحية مؤشر سهولة ممارسة الأعمال ولديها عوائد ضرائب ضئيلة جدًا. تنوع الرأسمالية له العديد من المميزات: شركات كيريتسو هي شركات فاعلة، والعمالة الدائمة والتقدم الوظيفي على أساس الأقدمية شائعان نسبيًا في بيئة العمل اليابانية،  شركات اليابان معروفة بمناهج إدارة مثل سياسة تويوتا بينما سياسة المساهم الناشط نادرة.
بعض المؤسسات الأكبر في العالم هي موجودة في اليابان مثل: نينتندو وتويوتا وكانون وهوندا وسوني وباناسونيك وتوشيبا وسيفين أند آي،  وتملك اليابان أيضًا أحد أكبر الأبناك في العالم، وتعدّ بورصة طوكيو (معروفة بمؤشري نيكاي 225 ومؤشر أسعار أسهم طوكيو) ثاني أضخم بورصة بالقيمة السوقية. أصبحت اليابان موطنَ 326 شركة من فوربز جلوبال 2000 أو 16.3 بالمئة. وأُعلِن في 2003 أن اليابان ستبدأ في استيراد سجيل الغاز الطبيعي.

### العلوم والتكنولوجيا

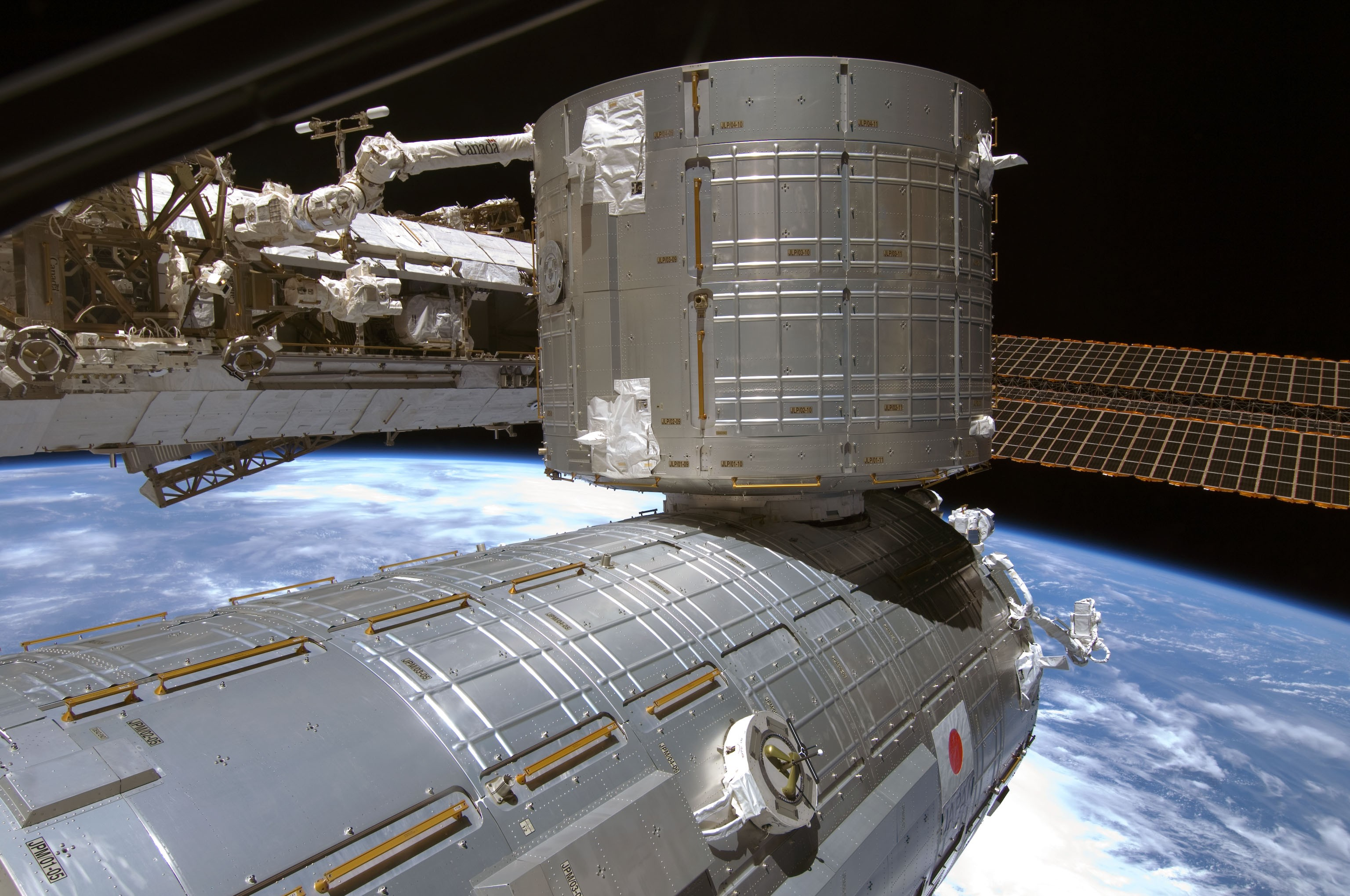
وحدة التجربة اليابانية في محطة الفضاء الدولية.

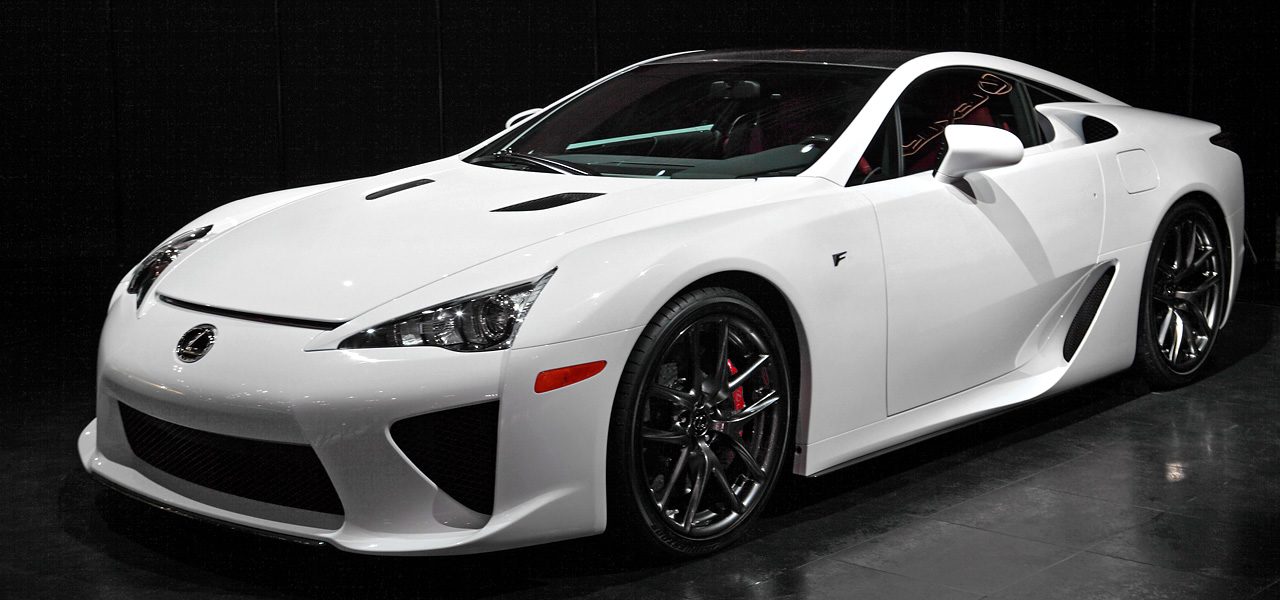
سيارة Lexus LFA اليابانية.

تعد اليابان البلد الرائد في البحث العلمي، خاصة في التكنولوجيا والآليات والبحث الطبي، حيث يتقاسم قرابة 700.000 باحث ميزانية بحث وتطوير قدرها 130 مليار دولار أي ثالث أكبر ميزانية في العالم. وتعد اليابان أيضًا البلد الرائد في البحث المبدئي حيث تملك ستة عشر فائزًا بجائزة نوبل سواءً في الطب أو الفيزياء أو الكيمياء، وثلاثة فائزين بميدالية فيلدز وفائزًا واحدًا بجائزة كارل فريدريش جاوس. تبرز مساهمات اليابان التكنولوجية في مجال الإلكترونيات والسيارات والآليات وهندسة الزلازل والروبوت الصناعي والبصريات والكميائيات وأشباه الموصلات والمعادن، كما تقود اليابان العالم في علوم الإنسان الآلي واستخدامها حيث تملك أكثر من نصف (402,200 من 742,500) الروبوتات الصناعية في العالم.
منظمة بحوث الفضاء اليابانية هي وكالة الفضاء في اليابان؛ تقوم المنظمة بالأبحاث واستكشاف الكويكبات وأبحاث الطيران، كما تعد الرائدة في تطوير الصواريخ والأقمار الصناعية. أُضِيفت وحدة التجربة اليابانية (كمساهمة من اليابان) إلى محطة الفضاء الدولية أثناء رحلات مكوك الفضاء في 2008. تتضمن خطط اليابان في مجال سبر الفضاء التالي: إطلاق مسبار فضائي إلى كوكب الزهرة، مركبة الفضاء أكاتسوكي[ ؟ ]. وتطوير ببي كولومبو ليتم إطلاقه في 2013، وبناء قاعدة في القمر بحلول سنة 2030.
في 14 سبتمبر 2007 أطلقت اليابان سيلين لإستكشاف القمر على حاملة الصواريخ H-IIA من مركز تانيغاشيما الفضائي، مركبة سيلين معروفة أيضًا باسم كاجيوا تيمنا برواية قاطعة الخيزران،  وكاجيوا هي أكبر مهمة استكشاف لسطح القمر بعد برنامج أبولو. هدفها كان جمع معلومات حول أصل القمر وتطوره، دخلت المدار القمري بتاريخ 4 أكتوبر،  وكانت تحلق على ارتفاع 100 كيلومتر (62 ميلا). انتهت مهمة سيلين عندما حطمتها منظمة البحوث اليابانية عدمًا على سطح القمر في 11 يونيو.
حلّت اليابان في المركز 13 في مؤشر الابتكار العالمي عام 2023، وحافظت على المركز نفسه في مؤشر عام 2024.

## البنية التحتية

### المواصلات

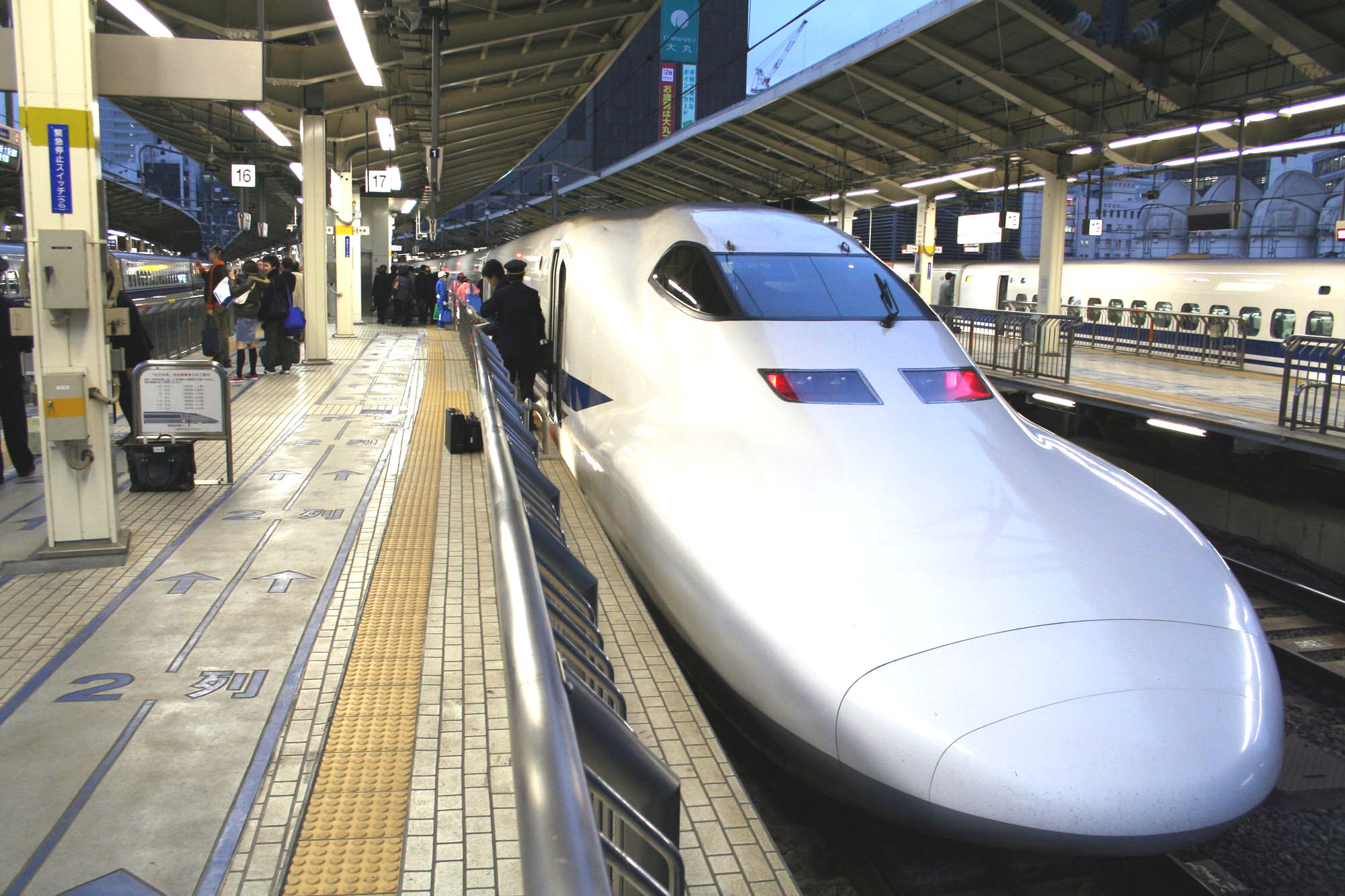
قطار شينكانسن أو ما يعرف «القطار الرصاصة» في محطة طوكيو

بحلول 2011، أُنتِج 46.1 بالمئة من الطاقة من النفط و21.3 منها من الفحم، و21.4 من الغاز الطبيعي و4.0 بالمئة من الطاقة النووية و3.3 من الطاقة المائية. أنتجت الطاقة النووية 9.2 بالمئة من كهرباء اليابان في 2011، و24.9 بالمئة في السنة التي قبلها،  على كل، في 5 ماي 2012 توقفت جميع محطات الطاقة اليابانية بسبب المعارضة الشعبية عقب كارثة فوكوشيما، وحاول المسؤوليون الحكوميون التأثير على الرأي العام بغية إعادة 50 بالمئة على الأقل من مفاعلات الطاقة اليابانية للعمل. ونظرًا لاعتماد اليابان الكبير على الطاقة المستوردة فإنها هدفت إلى تنويع مصادرها والحفاظ على مستويات عالية من الكفاءة في استخدام الطاقة.
إنفاق اليابان على الطرق أصبح كبيرًا،  فإن الوسيلة الرئيسية للتنقل هي 1.2 كيلومترًا من الطرق المعبدة. فإن شبكة طرق واحدة عالية السرعة هي مقسمة، وبها مآصر محدودة الوصول تربط بين المدن الكبرى وتديرها شركات تحصيل الرسوم. السيارات الجديدة والمستعملة غير مكلفة؛ تُستعمل رسوم ملكية السيارة وضرائب الوقود لغرض تعزيز كفاءة استخدام الطاقة، على أي حال، استعمال السيارة في اليابان هو الأدنى من بين مجموعة الثماني.

## التركيبة السكانية

### السكان

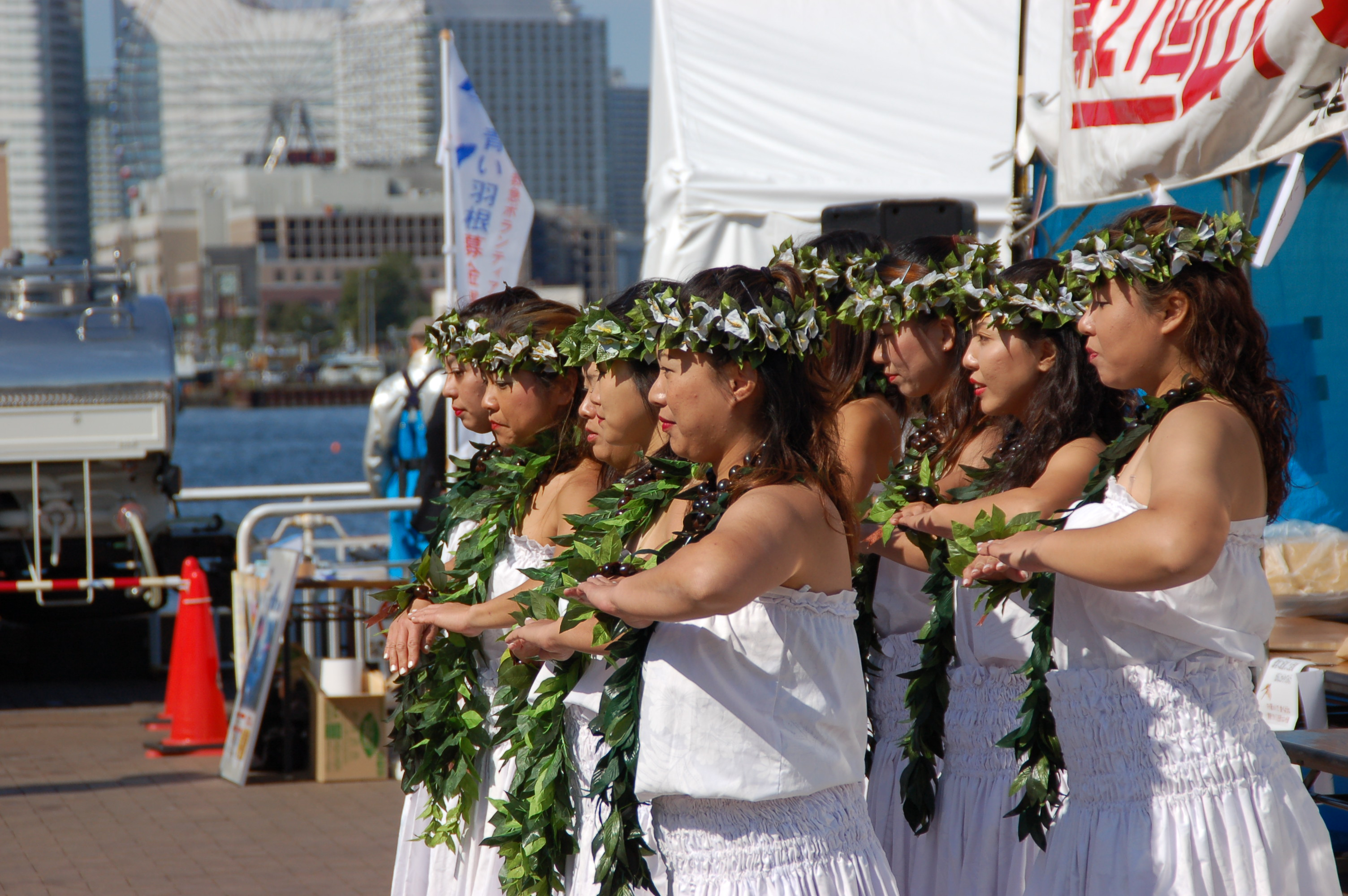
نساء يرتدين الأزياء الشعبية اليابانية.

يمثل المجتمع الياباني وحدة عرقية ولغوية وإلى جانب الأكثرية الساحقة توجد أقليات عرقية ولغوية أخرى. حوالي 1 مليون نسمة كوريون، 1.5 مليون نسمة من سكان أوكيناوا، 0.5 مليون نسمة صينيون وتايوانيون، 0.5 مليون نسمة فليبنيون، و250000 نسمة برازيليون، إلى جانب السكان الأصليين - الأهالي - ممثلين في شعب الآينو والذين يتركزون في الشمال في هوكايدو. يتكلم 99% من الشعب اللغة اليابانية ولا يزال يتكلم حوالي 200 فرداً من شعب الآينو الآينية.
يعدّ المجتمع الياباني من بين أكثر الشعوب شيخوخة في العالم. فقد تناقص معدل الإخصاب كثيرًا بعد الحرب العالمية الثانية ثم مرة أخرى في منتصف السبعينات عندما رفضت النساء ترك العمل والعودة إلى المنازل. يمثل معدل الحياة في اليابان أعلى معدل في العالم. مع حلول سنة 2007 وعندما يتوقف سكان اليابان عن الازدياد ستكون نسبة 20% من السكان فوق سن الـ62 سنة. تقوم الحكومة في اليابان بعقد نقاشات مكثفة لإيجاد الحلول المناسبة لهذه الأزمة. كثير من اليابانيين لا يتبعون ديانة معينة. العديد من الفئات وخاصة الشباب تعتقد أنه يجب إبعاد الديانات والمعتقدات عن الإيحاءات التاريخية. يرجع هذا الحذر إلى الدور الذي لعبته الديانة التقليدية للبلاد الشنتو في تجنيد الشعب أثناء الحرب العالمية الثانية. ورغم هذا تبقى تعاليم الشنتو والبوذية مرسخة في كل جانب من جوانب الحياة اليابانية اليومية.

### المسكن

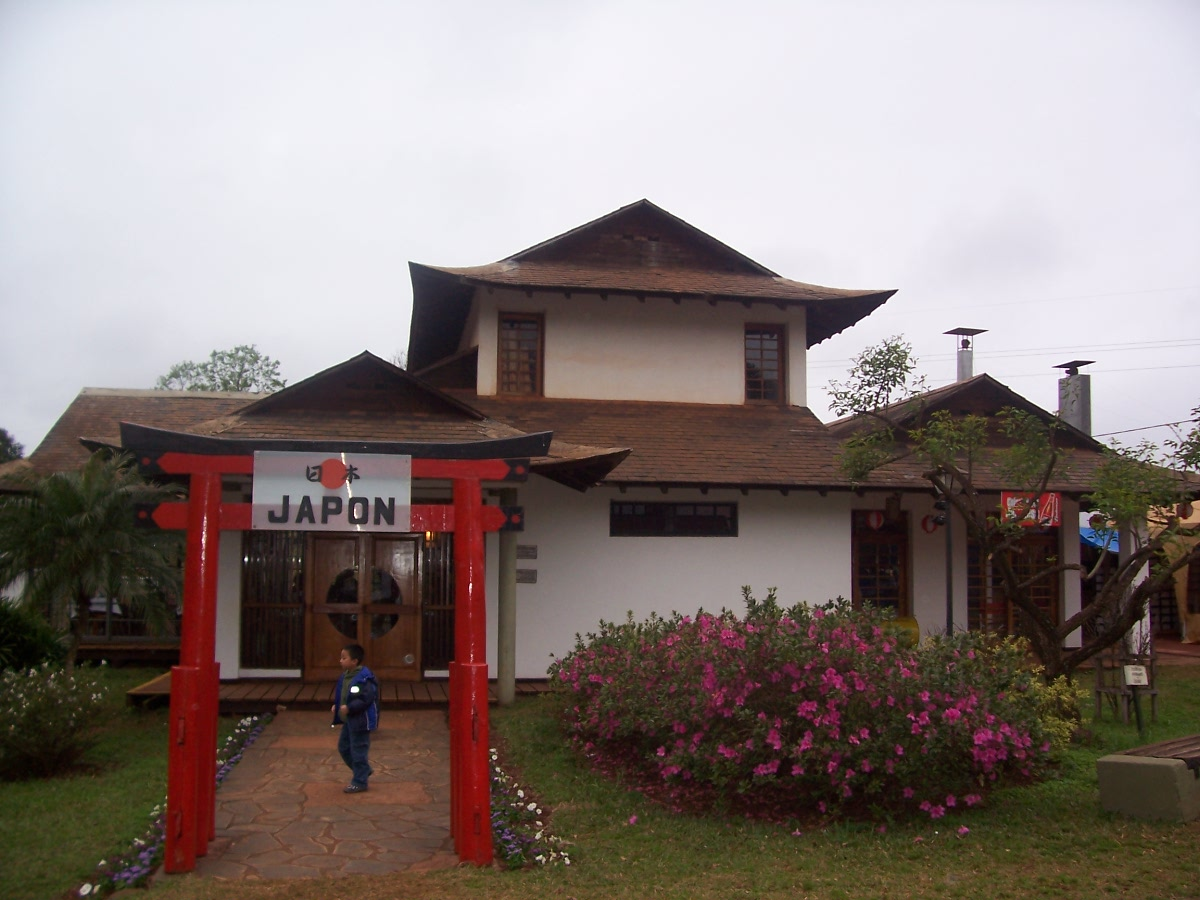
الشكل التقليدي للمنزل الياباني.

تغيرت أساليب الحياة اليابانية بصورة كبيرة وواضحة بعد الحرب العالمية الثانية وخاصة بعد هجرة أعداد كبيرة من أهالي الريف إلى المدن للقيام بأعمال مكتبية وكسب العيش. ونظرا للزيادة المستمرة في حجم المدن وكثافتها السكانية يضطر الكثيرون إلى التنقل يوميًا من منازلهم في الضواحي إلى أماكن عملهم في مراكز المدن. وبعد أن كان المنزل التقليدي في اليابان يضم ثلاثة أجيال أو أكثر من نفس الأسرة تحت سقف واحد لم يعد المنزل يضم سوى الوالدين والأبناء أما الأجداد فيعيشون في مكان آخر.
البيوت اليابانية التقليدية مصنوعة من الخشب ومدعمة بأعمدة خشبية أما البيوت العصرية فغالبًا ما تحتوي على غرف مصممة على الطراز الغربي ذات أرضية خشبية وغالبًا ما يستخدم في بنائها الأعمدة المصنوعة من الصلب. وبالإضافة إلى ذلك يعيش عدد كبير جدًا من الأسر في المناطق المدنية في مبان كبيرة من الخرسانة المسلحة مقسمة إلى شقق سكنية.
ويختلف البيت الياباني عن نظيره في الغرب بفارقين واضحين الأول هو ضرورة نزع الأحذية داخل المنزل والثاني هو وجود غرفة واحدة على الأقل مصممة على الطراز الياباني ذات أرضية من التاتامي. وتخلع الأحذية عند دخول المنزل خشية اتساخ الأرضية. ويقوم الغنكان أو المدخل بدور المكان الذي يتم فيه خلع الأحذية وتخزينها وارتداؤها ويستعمل الناس الأخفاف داخل المنزل بمجرد خلعهم للأحذية.

### الدين

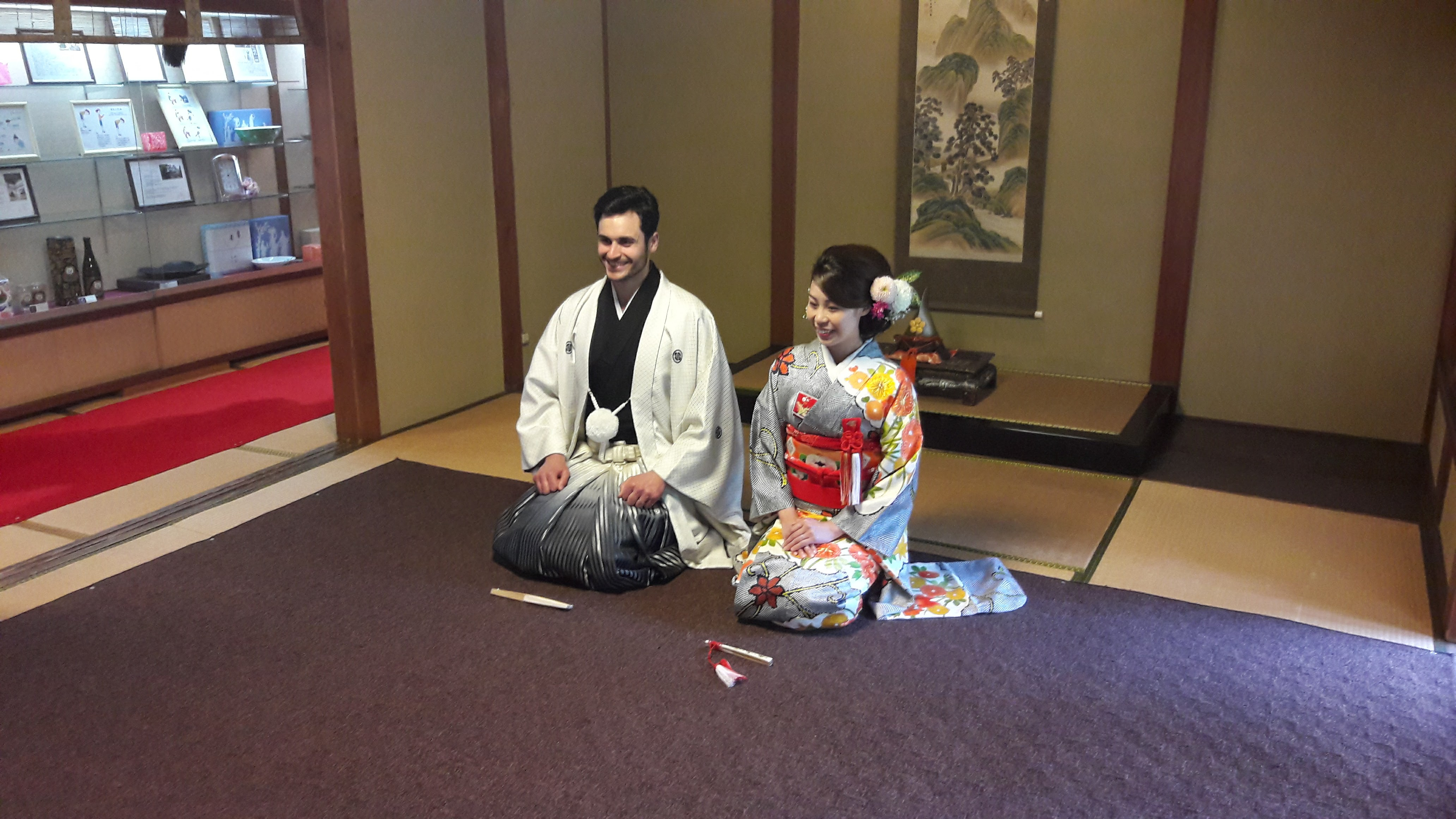
زواج في معبد للديانة الشنتوية.

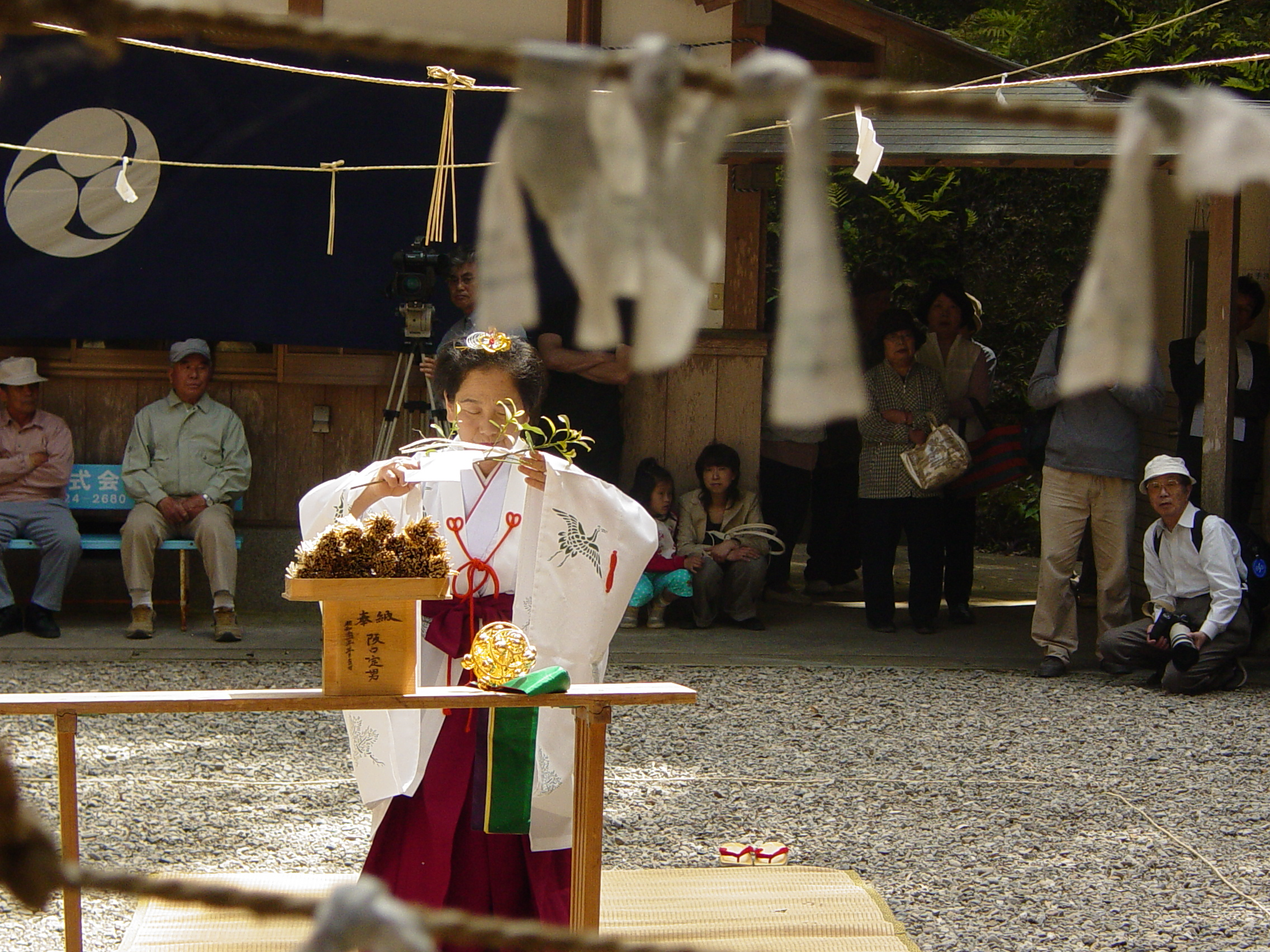
طقوس الشنتو، رئيس ضريح يقدم قربانًا لكامي إيناري خلال مهرجان لموسم الأرز القادم.

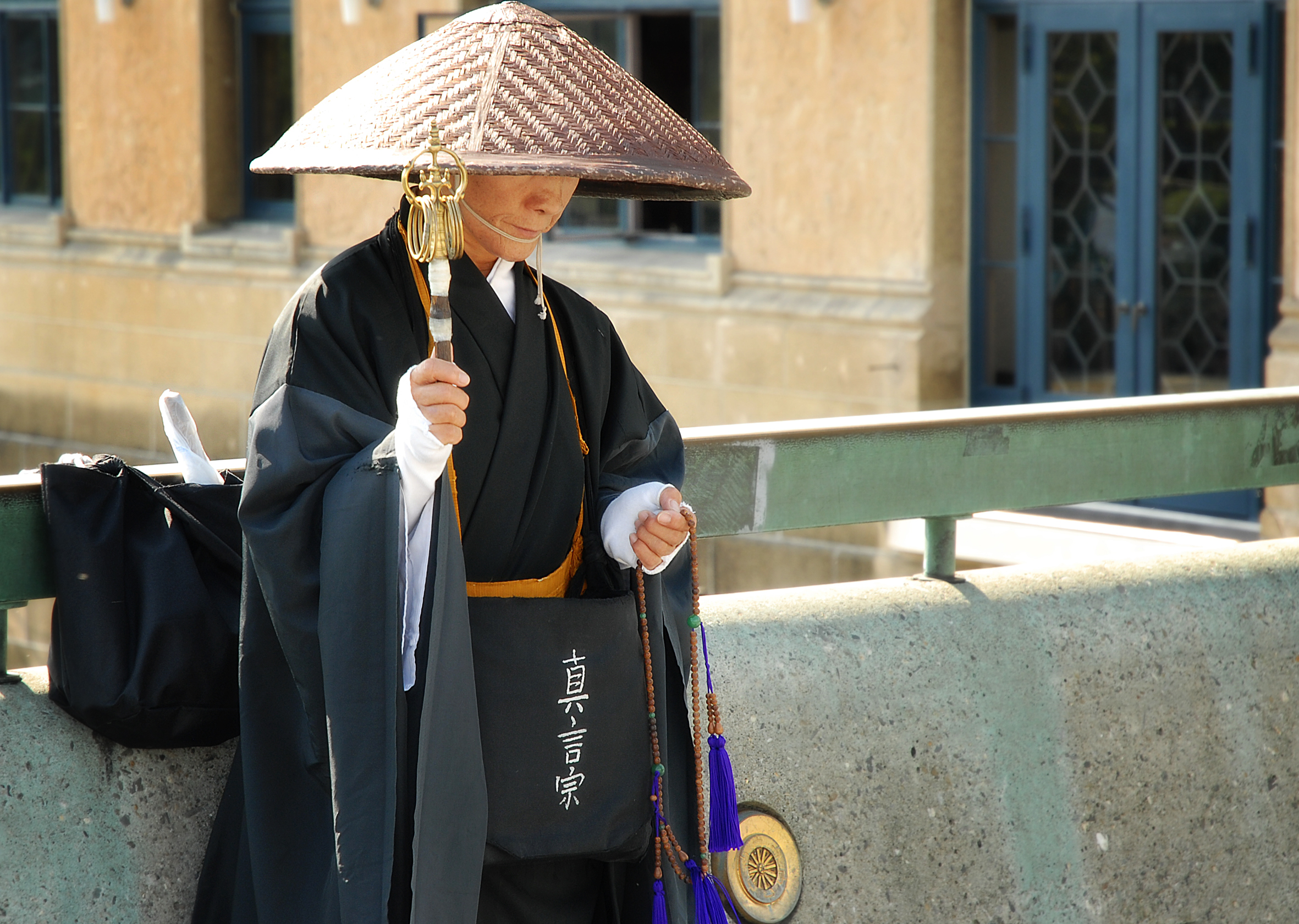
راهب بوذي ياباني من مدرسة كيوتو.

تتمتع اليابان بحرية دينية كاملة بموجب المادة 20 من دستورها، وتشير التقديرات العليا أن 84 إلى 96 بالمئة من سكان اليابان يعتنقون البوذية والشينتو ومنهم أتباع من كلتا الديانتين. لكن هذه التقديرات مستندة على الناس المنتمين إلى المعابد بدلًا من عدد المؤمنين الحقيقيين، حيث تشير الدراسات الأخرى إلى أن ثلاثين بالمئة فقط يعدّون نفسهم منتمين إلى ديانة،  ووفقًا لإدوين أو رايشاوير وماريوس يانسن فإن 70 إلى 80 بالمئة من اليابانيين يخبرون استطلاعات الرأي أنهم لا يعدّون نفسهم مؤمنين بأي ديانة.
في عام 2022، كان هناك 1.9 مليون مسيحي في اليابان. في السنوات الأولى من القرن الحادي والعشرين، طالب ما بين أقل من 1% و1.5% من السكان بالتحول للمسيحية. على الرغم من حظرها رسميًا في عام 1612م وتصويرها اليوم بشكل نقدي على أنها "دين استعماري" أجنبي ؛حيث أن أول ظهور للمسيحية في اليابان كان مع وصول المستعمرين البرتغاليين الكاثوليك في عام 1549. وفي عام 1638، قُتل ما يقدر بنحو 37000 شخص (معظمهم من المسيحيين) بعد تمرد شيمبارا الذي قاده المسيحيون ضد قرار حظر المسيحية في البلاد. قضى شوغون توكوغاوا على المسيحية في اليابان عن طريق القتل والاضطهاد والمراسيم. وفي غضون 50 عامًا، أدت سياسات القمع التي اتبعها الشوغون إلى خفض عدد المسيحيين إلى ما يقرب من الصفر.
```
معظم الطوائف 
المسيحية
 الكبيرة، بما في ذلك 
الكاثوليكية الرومانية
، 
والبروتستانتية
، 
والأرثوذكسية الشرقية
، 
والمسيحية الأرثوذكسية
، ممثلة في اليابان اليوم. تتمتع 
الثقافة المسيحية
 بصورة إيجابية عمومًا في اليابان.
[
131
]
 غالبية الأزواج اليابانيين، حوالي 60-70٪، يتزوجون في احتفالات 
مسيحية
 "غير دينية". وهذا يجعل حفلات الزفاف 
المسيحية
 الجانب الأكثر تأثيرًا في 
المسيحية في اليابان
 المعاصرة.
```

للإسلام في اليابان تاريخ طويل حيث سمع اليابانيون بالإسلام عن طريق جيرانهم الصينيين، فأخذوا معلوماتهم من الكتب الصينية، ومما كتبه الأوروبيون، وجاءت دفعة جديدة بانفتاح اليابان على العالم الخارجي والاتصال بالبلاد الإسلامية يبلغ تعداد المسلمين في اليابان حسب إحصائيات 2010 إلى ما يزيد عن 185.000 مسلم

### اللغة
يتحدث أكثر من 99 بالمئة من السكان باللغة اليابانية بصفتها اللغة الأولى. اللغة اليابانية هي لغة متراصة تتميز بنظام عبارات تشريفية يعكس طبيعة المجتمع الياباني، وتتميز أيضًا بتصريف الأفعال ومفردات معينة، يستخدم نظام الكتابة الياباني أحرف الكانجي (مقاطع صينية) ومجموعتين من الكانا (نظام كتابة مقطعية مبني على حروف صينية مبسطة)، كما تستخدم أيضًا الأبجدية اللاتينية والأرقام العربية.
تتحدث جزر ريوكيو بلغة ريوكيو (لغة أوكيناوا، يوناغوني، مياكو، أوكيناوان، كونيغامي، أمامي) ويتعلم بعض الأطفال هذه اللغات،  لكن الحكومات المحلية فكرت مؤخرًا في زيادة الوعي بخصوص اللغات التقليدية، ثبت أن اللغة الآينوية ليس لها علاقة باليابانية أو أي لغة أخرى، وتعد لغة مهددة بالإنقراض حيث أن قلة من العجزة يتحدثون بها في هوكايدو. تطلب معظم المدارس العمومية والخاصة من الطلاب أن يأخذوا دروسًا في كلٍّ من اليابانية والإنجليزية.

## التعليم
يتألف نظام التعليم الأساسي في اليابان من المرحلة الابتدائية- مدتها ست سنوات- والمرحلة الإعدادية- ثلاث سنوات- والمرحلة الثانوية- ثلاث سنوات- والمرحلة الجامعية- أربع سنوات- ويعدّ التعليم إلزاميًا في السنوات التسع من المرحلتين الابتدائية والإعدادية فقط، لكن 98% من الطلبة يتابعون دراستهم الثانوية. ويضطر الطلبة عادة لاجتياز اختبارات مخصصة للالتحاق بالمدارس الثانوية والجامعات.
ما يتعلمه الأطفال
يدخل الأطفال اليابانيون الصف الأول الابتدائي في شهر أبريل - بعد بلوغهم السادسة من العمر - ويتراوح عدد الطلاب من 30 إلى 40 في فصل المدارس الابتدائية النموذجي. والمواد التي يدرسونها هي اللغة اليابانية والحساب والعلوم والدراسات الاجتماعية والموسيقى والحرف والتربية البدنية والتدبير المنزلي (لتعليم مهارات الطبخ والحياكة). وقد بدأت الكثير من المدارس الابتدائية في تدريس اللغة الإنجليزية أيضا. وازداد مؤخرًا استخدام تكنولوجيا المعلومات في تطوير التعليم وربطت معظم المدارس بشبكة الإنترنت.
يتعلم الطلاب أيضًا الفنون التقليدية اليابانية مثل الشودو - خط اليد - والهايكو. الشودو هو فن تشريب الفرشاة بالحبر واستخدامها في كتابة الكانجي - الحروف المستخدمة في بعض البلدان بلدان شرق آسيا ولكل حرف معنا خاص به - والكانا - الحروف الصوتية المقتبسة من الكانجي - بأسلوب فني. أما الهايكو فهو أسلوب خاص من الشعر المنتشر في اليابان منذ 400 عام. ويتكون من بيت قصير مقسم إلى 17 مقطعًا موزعة إلى وحدات من خمسة وسبعة وخمسة مقاطع. ويستخدم الهايكو تعابيرًا بسيطة ليوصل للقارئ مشاعرًا عميقة.

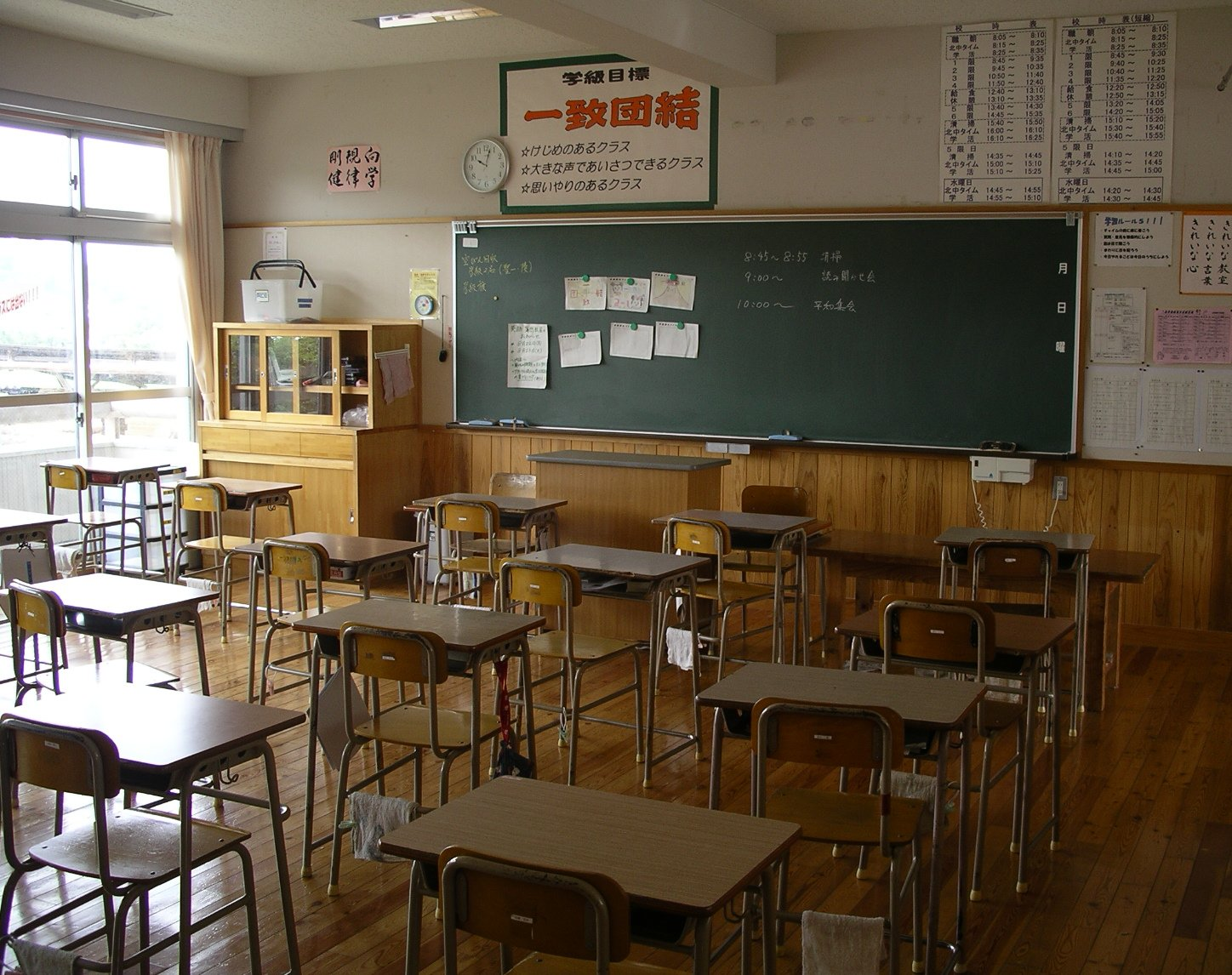
الصف الياباني.

الحياة المدرسية

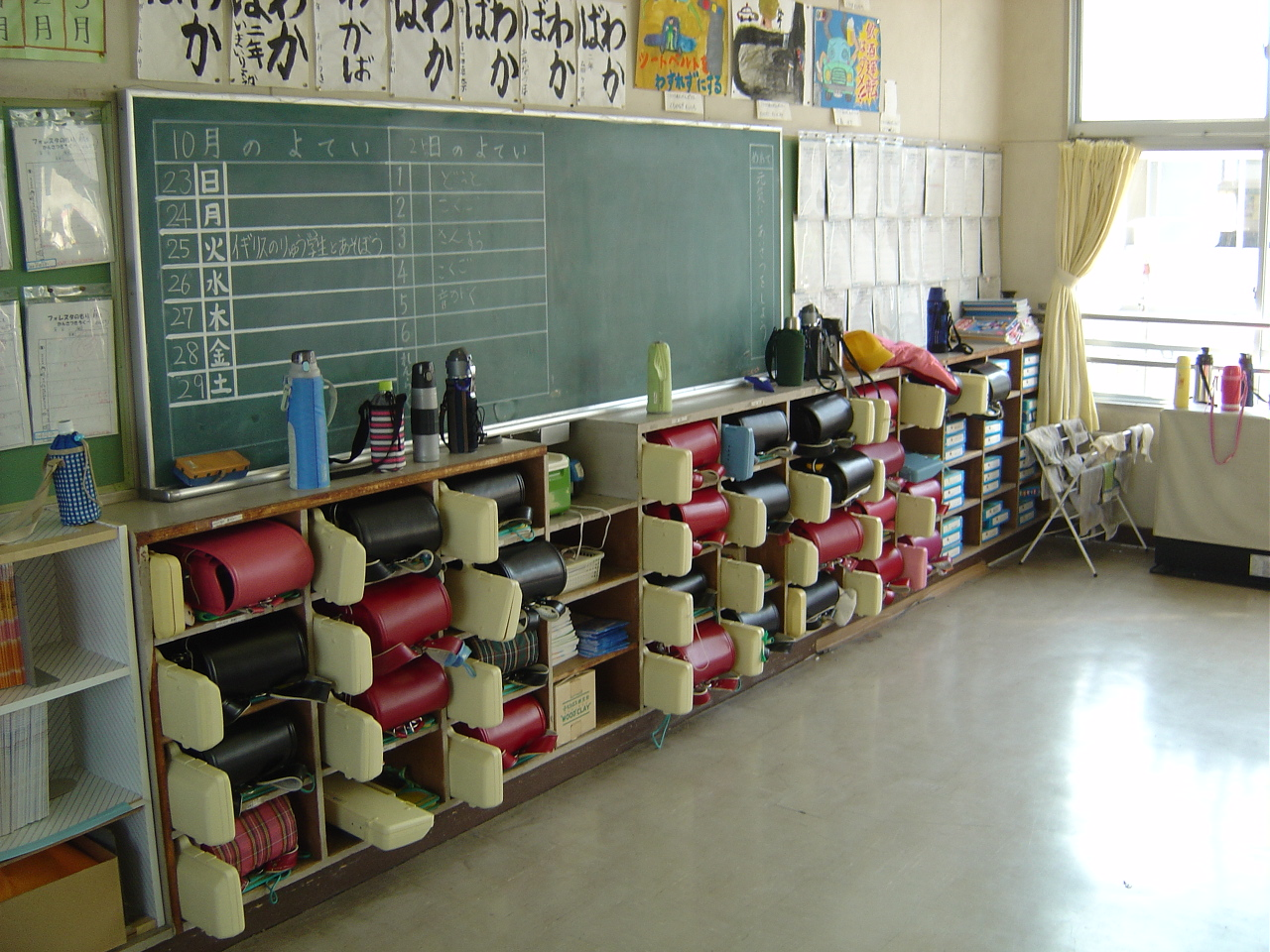
الصف الياباني من جهة أخرى.

يتوزع طلاب الفصل الدراسي في المدارس الابتدائية اليابانية إلى فرق صغيرة لممارسة العديد من الأنشطة. كمثال يقوم التلاميذ بتنظيف الفصول والقاعات وفناء المدرسة يوميًا. وفي الكثير من المدارس الابتدائية يتناول التلاميذ في فصولهم الغداء المعد في المدرسة أو المركز المحلي الذي يختص بخدمة تحضير الغداء للمدارس في الحي. وتتناوب فرق صغيرة من التلاميذ على تقديم الوجبات لزملائهم. ويتسم الغداء المدرسي بأنه غني بالمواد الغذائية الصحية المتنوعة.
وتقام أنشطة كثيرة خلال السنة الدراسية: كاليوم الرياضي حيث يتسابق التلاميذ في مباريات متعددة كشد الحبل وسباق تتابع، ورحلات الزيارة للمواقع التاريخية، والمهرجانات الثقافية والفنية التي يشارك فيها الطلاب ضمن فقرات من الرقص والعروض الأخرى. يختتم التلاميذ كل من المراحل الدراسية الابتدائية والإعدادية والثانوية برحلات مدتها عدة أيام لمدن ثقافية هامة مثل كيوتو أو نارا أو منتجعات التزلج أو أماكن أخرى. تلزم معظم المدارس الإعدادية والثانوية الطلاب بارتداء الزي المدرسي، ويرتدي الأولاد البنطلون والجاكيت ذا الياقة القائمة وترتدي البنات التنورة والسترة عادة.
أنشطة الأندية
بعد انتهاء الدراسة يشترك معظم طلبة المرحلة الإعدادية في أندية مدرسية متعددة حسب أنشطتهم المفضلة مثل الفرق الرياضية والموسيقية والفرق الفنية والأندية العلمية. تعد أندية البيسبول الأكثر شعبية بين الذكور وقد ابتدأت شعبية أندية كرة القدم. ويجذب نادي الجودو الذكور والإناث، وينضمون إليه للتمرن على الفنون القتالية التقليدية، متأثرين بلاعبي ولاعبات الجودو اليابانيين العظماء الفائزين بميداليات بطولة العالم للجودو ودورة الألعاب الأولمبية. وتقام العديد من المباريات لمختلف الألعاب الرياضية بين المدارس أو على مستوى المناطق مما يتيح للطلاب فرصًا عديدة للمنافسة.
وقد ازدادت مؤخرًا شعبية أحد الأندية الثقافية وهو نادي الغو، وهي إحدى ألعاب الرقع الستراتيجية وتلعب بأحجار سوداء وبيضاء وقد بدأ الكثير من الأطفال يبدون اهتمامًا في لعبة الغو على أثر صدور كتاب خاص من المانغا - قصص مرسومة - عن هذه اللعبة. هناك اختيارات أخرى للطلاب تشمل نوادي الكورس والفنون الجميلة وفرق الآلات النحاسية وحفلات الشاي ونوادي تنسيق الأزهار وكلها محببة لدى الطلاب.
المدارس

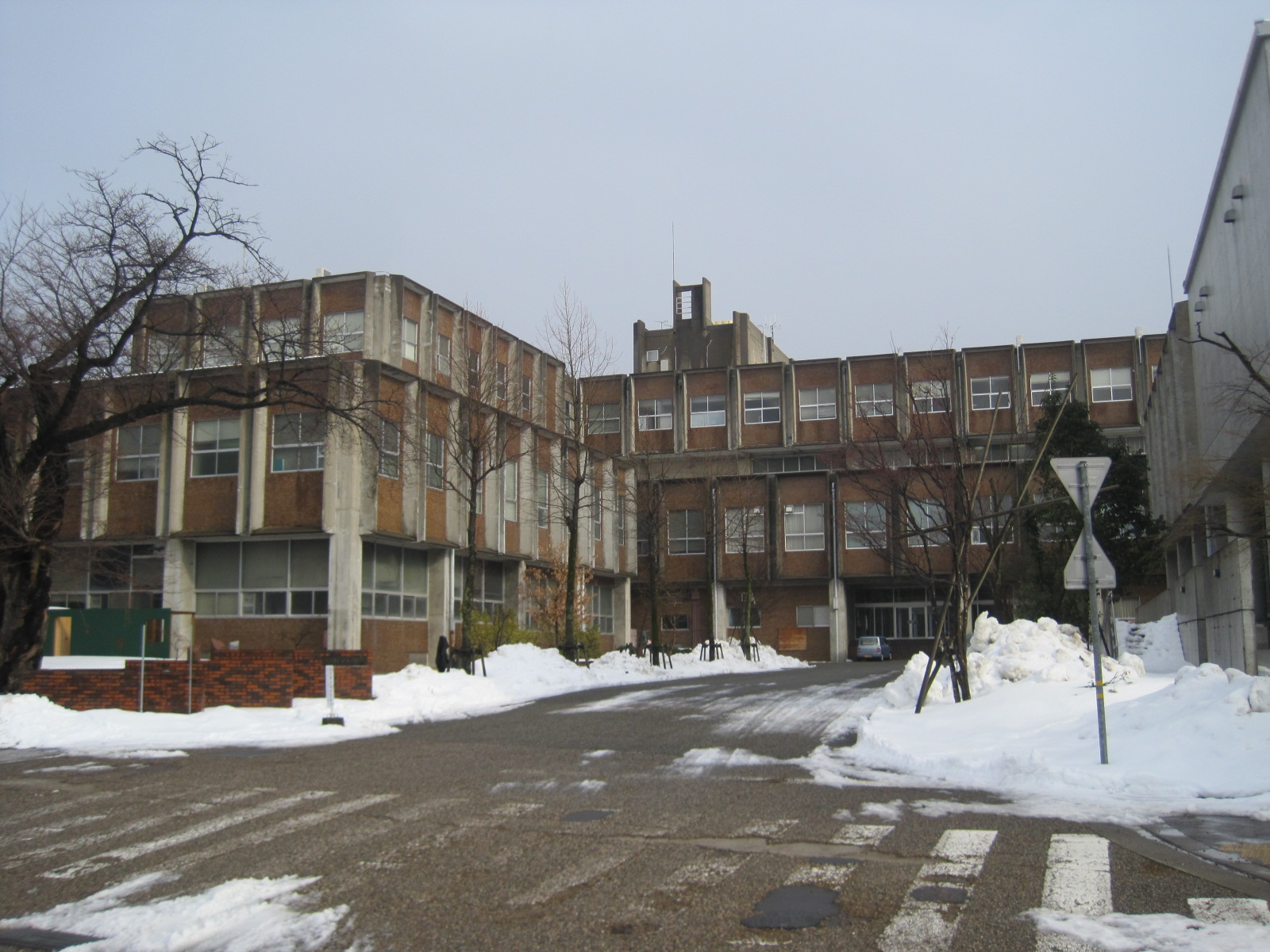
جامعة كانازاوا للآداب.

ظهرت المدارس الثانوية والجامعات في اليابان عام 1872 مع بداية إصلاح ميجي. منذ عام 1974 أصبح التعليم إلزاميا في اليابان حتى للمرحلتين الابتدائية والإعدادية أي تسع سنوات من التعليم، وتقريبا فإن جميع الطلاب يتابعون تعليمهم في المدرسة الثانوية لثلاث سنوات إضافية. وفقًا لإحصاءات مونبوشو (وزارة التعليم اليابانية) لعام 2005 فإن حوالي 75.9% من طلاب المرحلة الثانوية يتابعون في الدراسة الجامعية أو المعاهد المتوسطة أو المدارس الاختصاصية.
 الجامعات
ويستطيع كل من يبلغ 15 سنة القراءة والكتابة، وقد احتفلت اليابان قبل عشرات السنين بأخر أمي ياباني، وتعدّ جامعة طوكيو وجامعة كيئو من أرقى الجامعات في اليابان.

## الصحة
توفر الحكومات الوطنية والمحلية الرعاية الصحية للمواطنين، ويتم الدفع مقابل الخدمات الطبية الشخصية من خلال نظام تأمين صحي شامل، ويمكن للناس الذين لا يملكون نظام تأمين المشاركة في نظام التأميل الصحي الوطني من خلال أرباب العمل. ترعى الحكومة جميع العجائز بنظام تأمين حكومي توفره لهم منذ سنة 1973، كما يمكن للمرضى اختيار الأطباء والتسهيلات حسب رغبتهم.

## الثقافة

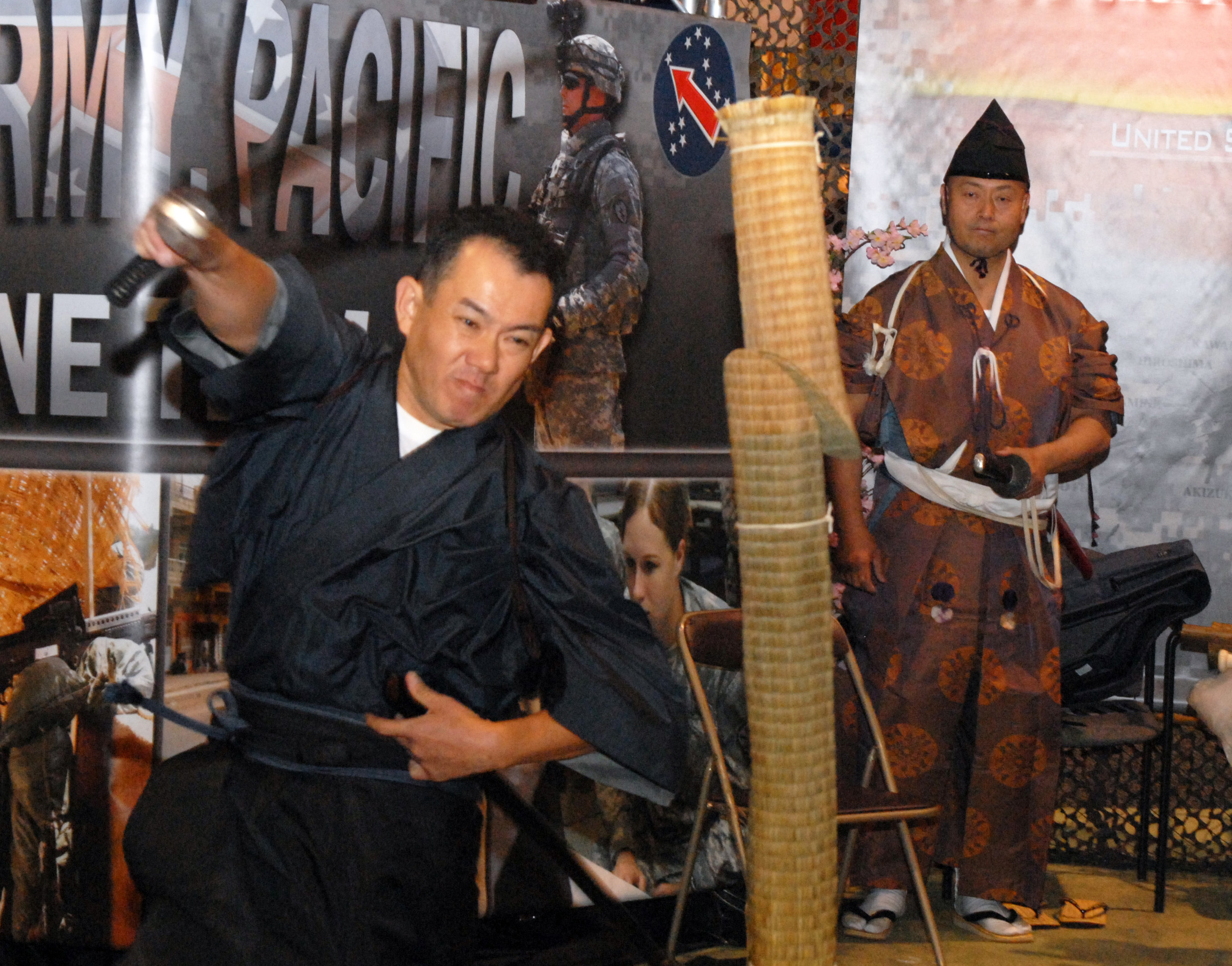
رجل ياباني محارب.

تشرب الفكر الياباني عبر التاريخ بالعديد من أفكار الدول الأخرى بما فيها التقنيات والعادات وأنواع الثقافات. وقد انصهرت مختلف هذه العناصر الوافدة لتشكل الثقافة اليابانية الفريدة. ولذلك تجد نمط الحياة اليابانية اليوم مزيجًا خصبًا من الثقافات الآسيوية التقليدية والثقافات الغربية الحديثة.
الثقافة التقليدية

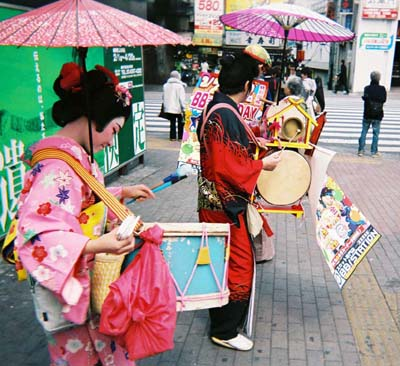
نساء في الزي الياباني التقليدي.

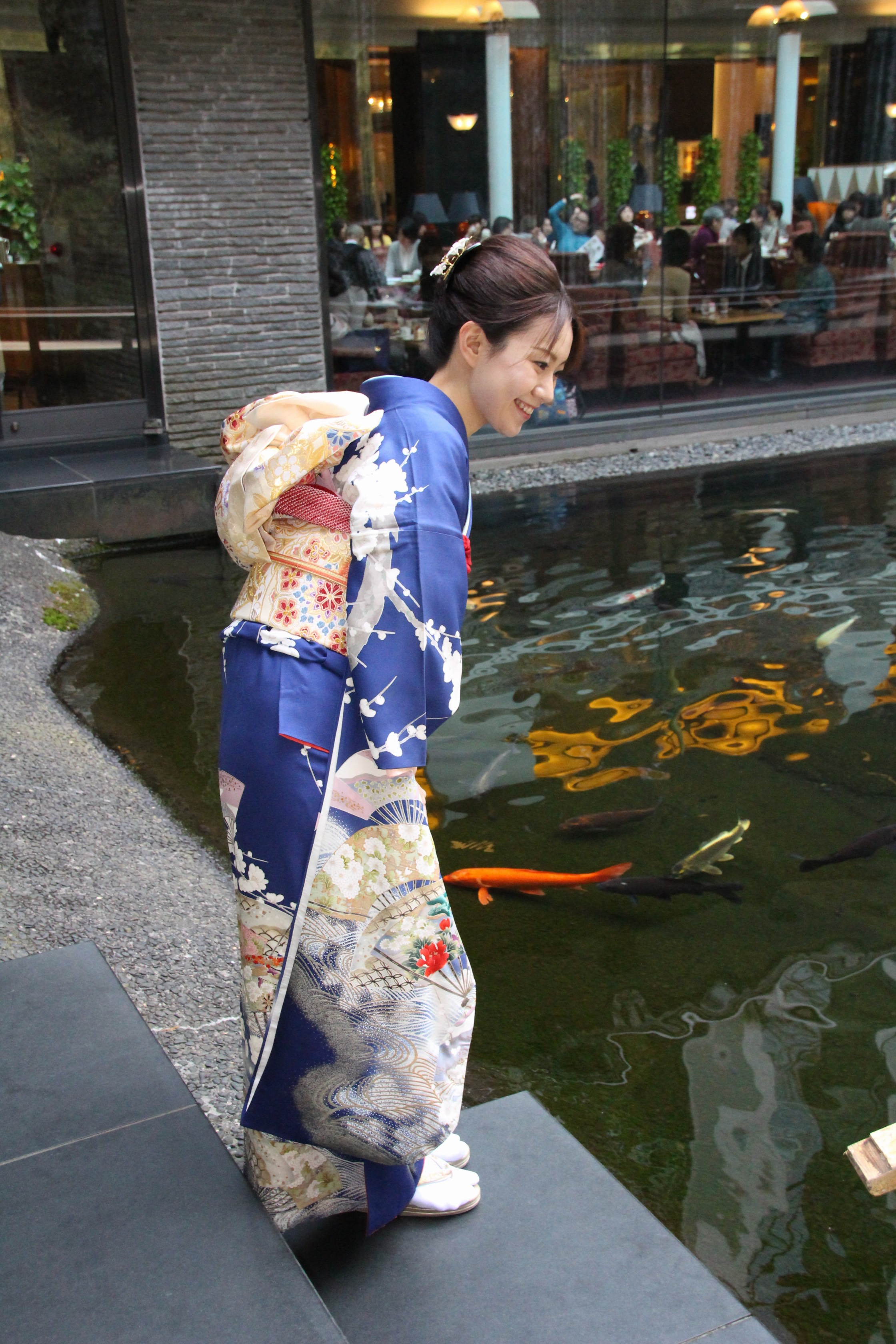
إمراة يابانية.

تحظى العروض الفنية التقليدية اليابانية حتى اليوم بشعبية كبيرة بما فيها فنون «الـكابوكي» - المسرح الكلاسيكي- و«النوه» - المسرح الموسيقي - و«الكيوغن» - المسرح الكوميدي - و«البونراكو» - مسرح الدمى - وفنون «النوه» و«الكابوكي» و«البونراكو» معترف بها من قبل اليونسكو كتراث ثقافي غير ملموس.
الثقافة الحديثة
وفدت الموسيقى الكلاسيكية إلى اليابان من الغرب، وحازت على جمهور كبير من المعجبين، ولذا تقام حفلات الموسيقى الكلاسيكية في كافة أنحاء البلاد. وأنجبت اليابان كثيرًا من قائدي الفرق الموسيقية، مثل أوزاوا سيجي، وعدد من عازفي البيانو والكمان المشهورين على مستوى العالم. واستحوذت السينما اليابانية على اهتمام العالم منذ حصول كوروساوا أكيرا على جائزة الأسد الذهبي في مهرجان البندقية للأفلام في عام 1951، وقد نالت العديد من الأعمال السينمائية لمخرجين بارزين أمثال ميزوغوشي كنجي، وأوزو ياسوجيرو الإشادة العظيمة، وقد حصل كيتانو تاكشي مؤخرا على جائزة الأسد الذهبي لعام 1997 في مهرجان البندقية، عن فيلم «هانابي» كما حصل على جائزة أفضل مخرج سينمائي عن فيلم «زاتوئتشي» في المهرجان نفسه لعام 2003. وفاز الفيلم «أوكوريبيتو» (الرحيل) بجائزة الأوسكار لأفضل فيلم بلغة أجنبية لعام 2009.
ومن الجدير بالذكر أن أفلام الأنمي (الرسوم المتحركة اليابانية) تصدر حاليًا إلى كافة أنحاء المعمورة، وقد حازت العديد من مسلسلات الأطفال (منها الفتى أسترو وعبقور وسيلور مون ودراغون بول) على شعبية في كافة أنحاء العالم. هذا وقد حصل فيلم «المخطوفة» من إخراج هاياو ميازاكي، على جائزة الأوسكار لأحسن أفلام الرسوم المتحركة في عام 2003. وحصل كل من كاواباتا ياسوناري، وأوئي كنزابورو على جائزة نوبل للأدب. كما تحظى أعمال بعض الكتاب الأكثر حداثة، من أمثال موراكامي هاروكي، وبنانا يوشيموتو، على شعبية كبيرة لدى الشباب اليابانيين، وقد ترجم العديد منها إلى لغات كثيرة.

### الفن
أدى انفصال اليابان تاريخيا عن العالم الخارجي بحكم موقعها الجغرافي وسياسات حكامها المحافظة إلى نشوء أنواع مميزة من الفنون في اليابان. هذا لم يمنع من ناحية أخرى تغلغل بعض الأفكار الخارجية التي ساهمت في تطور الفنون اليابانية، كدخول البوذية من الصين في القرنين السابع والثامن الميلادي. ويمتاز الفن الياباني بعدم اهتمامه بالجوانب الدينية. بحلول القرن الخامس عشر أدت حروب أونين وما تلاها من تبلبل سياسي وثقافي إلى تراجع الفنون اليابانية واستمر ذلك حتى ظهور شوغونية توكوغاوا في القرن السابع عشر.
- فن الرسم

تميز الرسم الياباني بمدى واسع من الأساليب وباشكال واسعة الأبعاد وتنوعت من اللوحات الأفقية واللوحات الأسطوانية المعلقة إلى ألبوم أوراق النبات والمراوح اليدوية واللوحات الجدارية واللوحات التي على شكل ستائر وتراوحت مواضيع الرسم الياباني من صور جذابة للبلاط الإمبراطوري ومفردات الديانة البوذية إلى مشاهد روائية واقعية وفن الأوكييو-إه وهي طريقة تتميز بالنحت على الخشب أولا ومن ثم طباعة اللوحة على الورق.
وأيضا تشتهر اليابان برسم القصص المصورة اليابانية وغالبا تكون أحداثها تدور في اليابان. وأكثر مايميزها طريقة الرسم حيث تكون غير ملونة

### المسرح
هناك خمسة أنواع من المسارح اليابانية التقليدية ولا تزال تؤدى حتى الآن وهي:
- بوغاكو ونو وكيوغن وبونراكو (باليابانية: 文楽) وكابوكي
- نو: هو من أقدم المسارح المحترفة الموجودة في العالم وهو فن مسرحي يعتمد على الرقص والموسيقى.
- كيوجين: وهو فواصل مسرحية هزليه مكلمه لاادا مسرح نو ويقدم مسرح كيوجين فقرات ساخرة حول ضعف الإنسان كما كان يفعل القصاصون الآسيويون
- بونراكو: وهو مسرح له مكانه فريدة في عالم المسرح الياباني حيث أن أداء الدمي تم قبوله على قدم المساوة مع الدراما التقليدية.
- كابوكي: يعد واحد من أكبر موروثات المسرح الياباني التقليدي، بدأ مسرح الكابوكي في بدايات القرن السابع عشر.

### السينما
تاريخ السينما اليابانية يمتد إلى أكثر من مئة سنة، وتملك اليابان أحد أقدم وأكبر صناعات السينما في العالم حيث كانت المرتبة الرابعة من حيث عدد الأفلام الطويلة، يبدأ تاريخ صناعة الأفلام في اليابان بالعصر الصامت حيث ظهر اختراع الكينتوسكوب لأول مرة في اليابان في نوفمبر 1896، وأظهر أول فيلم ياباني ناجح مشاهد من طوكيو. تمثل سنة 1950 العصر الذهبي للسينما اليابانية حيث شهدت هذه الحقبة أفلامًا مشهورة مثل راشومون من إخراج أكيرا كوروساوا الذي يعد أخرج أفلامًا تعد أفضل الأفلام اليابانية، وقد حصل فيلم راشومون على جائزة الأوسكار لأفضل فيلم بلغة أجنبية وجائزة الأسد الذهبي، وكان أيضًا البداية الفنية الكبيرة للممثل توشيرو ميفوني.

بوستر الفيلم العاشر من المحقق كونان تظهر فيه كل الشخصيات الرئيسية وعديد من الشخصيات الثانوية

الانمي هو أحد أشهر أنواع الأفلام اليابانية وقد بدأت شعبيته مع سنة 2000، فقد أخرج هاياو ميازاكي سنة 2001 فيلم المخطوفة الذي حقق نجاحًا كبيرًا في شباك التذاكر وفاز بعدة جوائز منها جائزة الأوسكار لأفضل فيلم رسوم متحركة. ثم تبعه فيلما قلعة هاول المتحركة وبونيو. وفي سنة 2004 أخرج ماموري موشي فيلم براءة الذي لاقى مديحًا عالميًا ثم تبعه فيلمه الثماني السماء تزحف الذي لاقى مديحًا أيضًا. ومثال على أفلام الأنمي هو سلسلة أفلام المحقق كونان التابعة لسلسلة مانغا وأنمي المحقق كونان حيث يتم إصدار فيلم في شهر أبريل من كل عام منذ عام 1997. وتحصد أفلام المحقق كونان مؤخراً المركز الأول في إيرادات الأفلام المنتجة في اليابان، حيث حقق فيلمها  المحقق كونان: رسالة الحب القرمزية الذي صدر في 15 أبريل 2017  6.87 مليار ين وهو ما يساوي 63136468$ دولار.

### الموسيقى
الموسيقى اليابانية متنوعة وانتقائية، ظهرت العديد من الآلات الموسيقية مثل الكوتو في القرنين التاسع والعاشر، وظهر الرسيتاتيف المصاحب لمسرح نو في القرن الرابعة عشر، أما الموسيقى الشعبية فهي ترجع إلى القرن السادسة عشر، بينما الموسيقى التقليدية الغربية فقد ظهرت في القرن التاسع عشر وهي الآن تشكل جزءًا لا يتجزأ من الثقافة اليابانية. وقد أثرت فرقة البلاط الإمبراطوري على بعض الملحنين الغربيين.
تأثرت الموسيقى الشعبية كثيرًا بالموسيقى الأمريكية والأوروبية بعد الحرب اليابانية ما أدى إلى ظهور الجي بوب أو ما يعرف الآن بالموسيقى اليابانية الشعبية. ويعدّ الكاراوكي من النشاطات الثقافية الأكثر ممارسة في اليابان.

### المطبخ

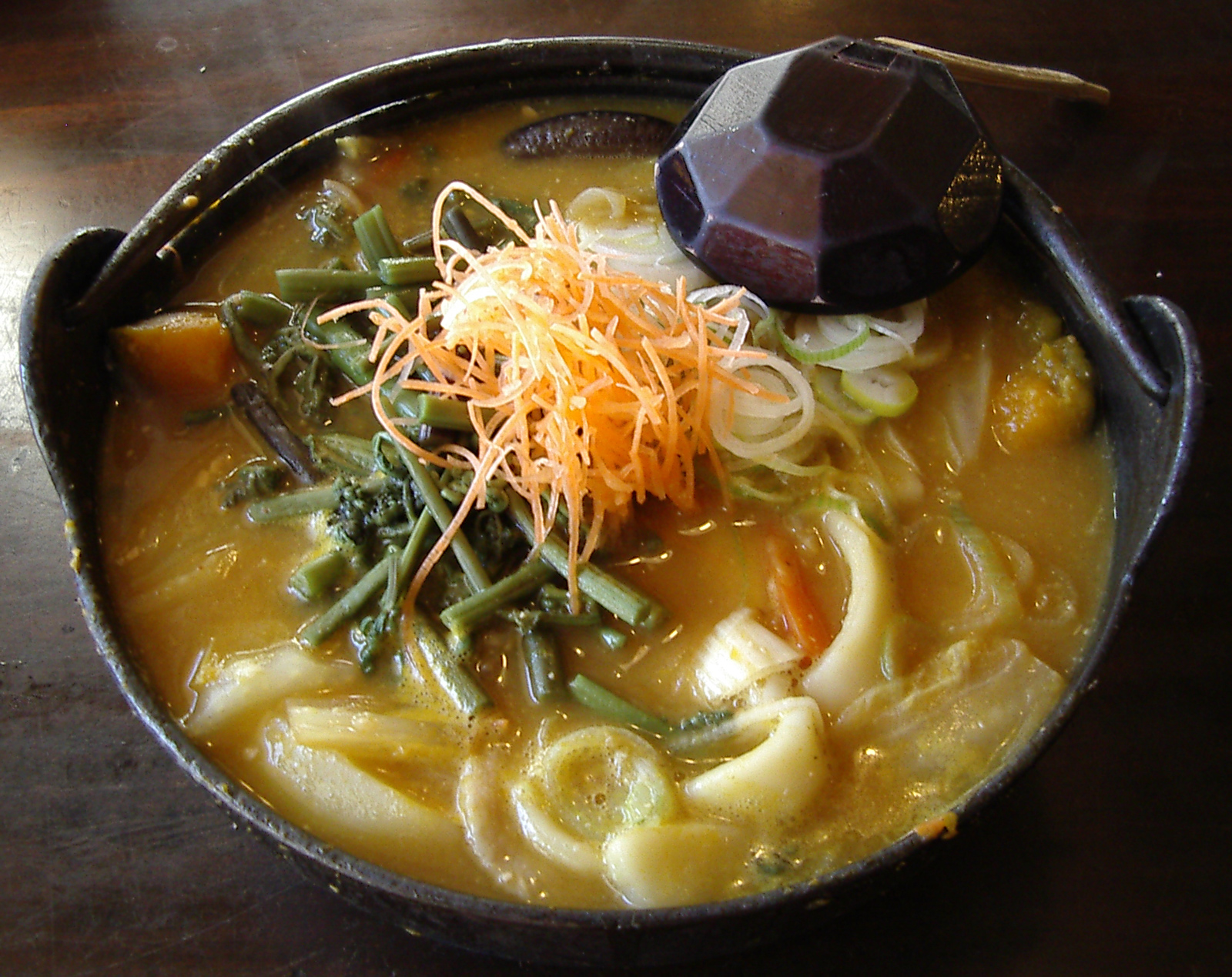
طبق الهوتو الياباني(حساء).

شهد المطبخ الياباني التقليدي تغييرات كبيرة على مر العصور ولعل أهمها كانت في فترة كاماكورا عند ظهور نخبة حاكمة في اليابان، كما تأثر بالمطبخ الصيني منذ فترة مبكرة. وأدت إصلاحات ميجي والانفتاح على الغرب بعد الحرب العالمية الثانية إلى انتشار المأكولات الآسيوية والغربية في اليابان. وهناك ثلاث أنواع من الوجبات المتكاملة من فنون المطبخ الياباني التقليدي:
- هونزن ريوري: وهي مجموعه من الأطباق تقدم بصينية ذات ارجل في المناسبات الرسمية.
- شكيس سيكي: وهي سلسلة أطباق تقدم أحيانا قبل ااسادو (طقوس الشاي اليابانية).
- كاسكي: وهي سلسلة أطباق خاصة بالحفلات.

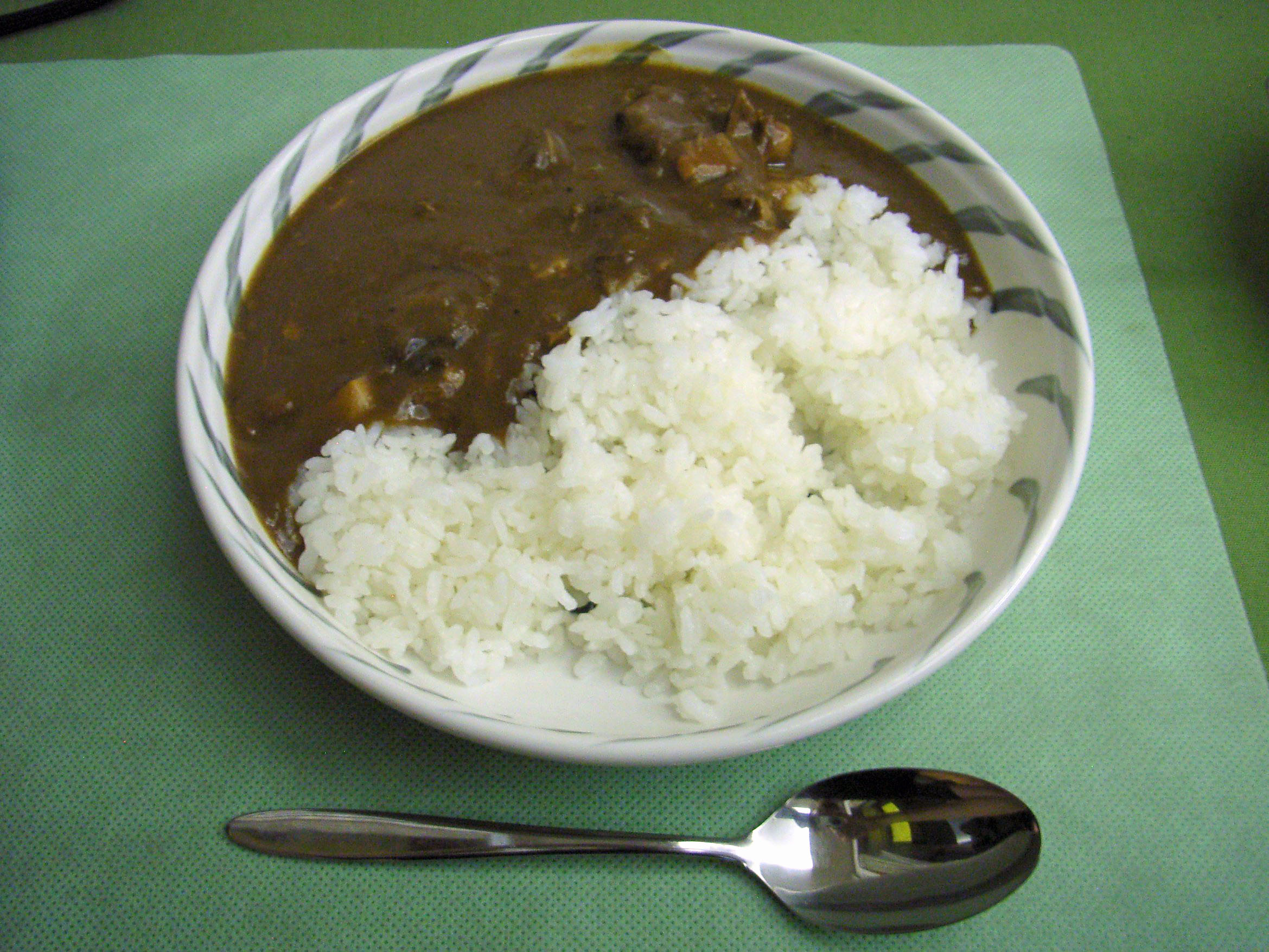
وجبة الغوهان اليابانية.

يطلق على وجبة الطعام في اليابان اسم غوهان وهي في الأصل كلمة يابانية تشير إلى الأرز المطهو بالبخار - يتميز الأرز الياباني بكونه متماسكًا عند الطهي مما يجعله سهل التناول بالعصي بديلا عن الملاعق في اليابان - ولما كان الأرز غذاء هامًا بالنسبة لليابانيين فقد اتسع معنى الغوهان ليشمل كافة أنواع الوجبات، أما الوجبات التقليدية في اليابان فتتكون من الأرز الأبيض الخالي من الإضافات وطبق رئيسي - من الأسماك أو اللحوم - وبعض أنواع الأطباق الجانبية - الخضراوات المطبوخة عادة - والحساء - حساء ميسو - والمخللات.
ويقبل اليابانييون أيضًا على تناول العديد من الأطباق العالمية وخاصة من أوروبا وأمريكا الشمالية وآسيا، وبالإضافة إلى تناول الأرز فإن اليابانيين يأكلون الخبز والمعكرونة والنودلز - الشعيرية - وأنواعًا كثيرة من اللحوم والأسماك والخضراوات والفاكهة. أما السوشي والتمبورا والسوكي ياكي والأطعمة اليابانية الأخرى المشهورة عالميًا فهي من الأكلات الأكثر شعبية في اليابان وتتوفر في المدن بوجه خاص مطاعم الوجبات السريعة التي تقدم البرغر والدجاج المقلي والتي تعدّ أيضًا من الأكلات المحببة من قبل الشباب والأطفال خاصة. يقول اليابانيون قبل بدء الأكل عبارة «إيتاداكيماس» وهي عبارة مهذبة تعني بالعربية سوف أتلقى هذا الطعام للتعبير عن الشكر لكل من شارك في إعداد الطعام. عند الانتهاء من الطعام يقولون «غوتشيسو ساما ديشتا» للتعبير مجددًا عن الشكر وتعني لقد كانت وليمة ممتازة.

### الملابس

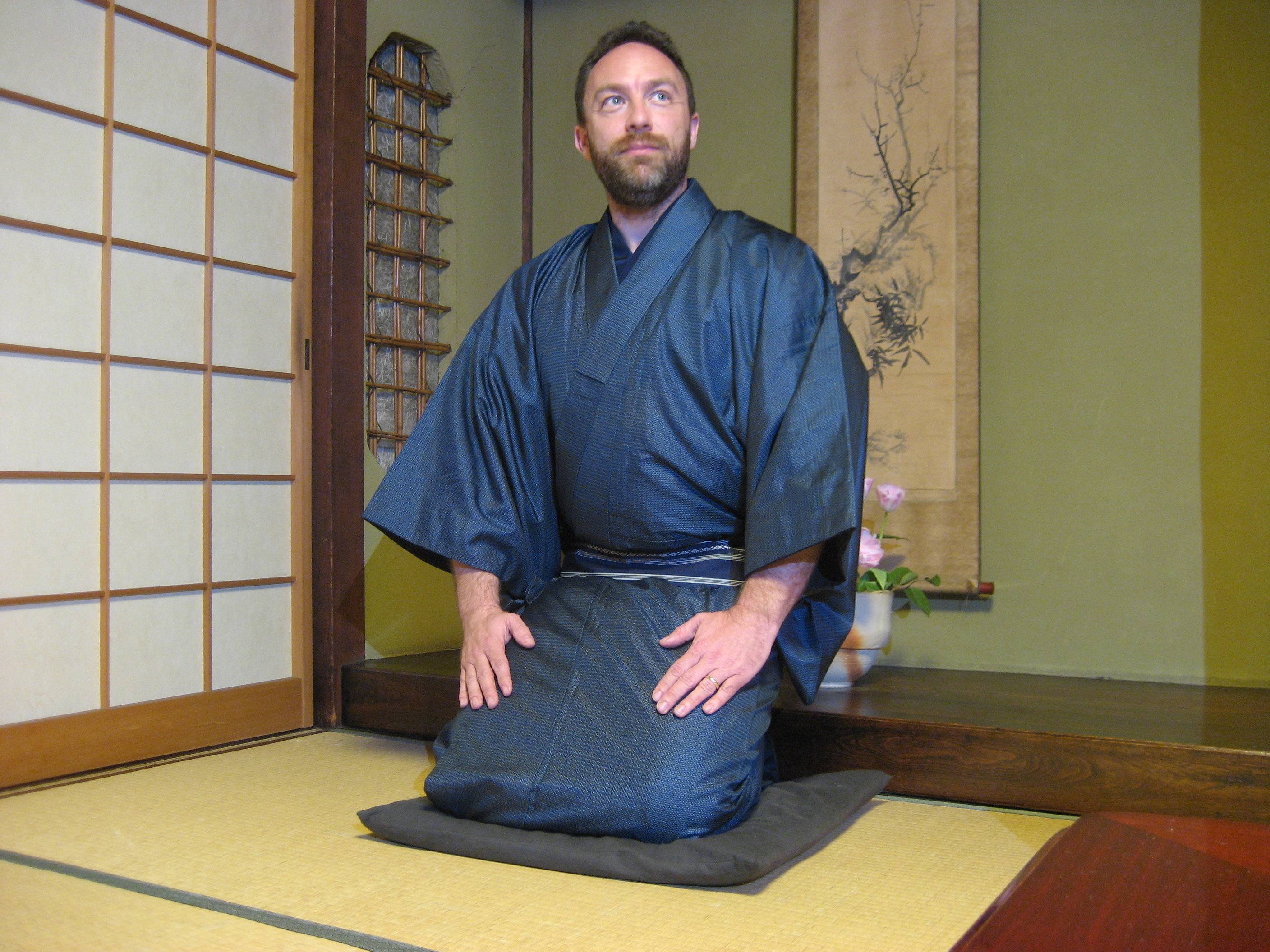
جيمي ويلز مؤسس ويكيبيديا مرتديًا الكيمينو.

إن حصول أشهر مصممي الملابس على تقدير دولي مقترنا برفاهية اقتصادية نسبية في الداخل أثار اهتمام المستهلك الياباني بالأزياء. بعد الحرب العالمية الثانية تخلى عدد كبير من النساء عن لبس الكيمونو في مقابل ارتداء الملابس الأكثر عملية مثل ملابس الأوروبيون (سراويل الجينز) فإن أغلب النساء يرتدين الكيمونو الآن فقط في المناسبات الخاصة.
الكيمونو هو أحد أنواع الملابس التقليدية في اليابان ويصنع غالبًا من الحرير ويتميز بأكمام طويلة تمتد من الكتفين إلى الكعبين. يربط الكيمونو بحزام عريض يسمى الأوبي ويلبس حتى الآن في المناسبات الخاصة عادة، مثل مهرجان شيتشيغوسان - مهرجان الاحتفال بمن بلغ ثلاثًا أو خمسًا أو سبع سنوات - وحفلات الزفاف وحفلات التخرج. ويقيد الكيمونو - بالمقارنة مع الملابس الغربية - من الحركة ويحتاج وقتًا طويلًا لارتدائه بالطريقة الصحيحة. أما في فصل الصيف فيستعاض عن الكيمونو برداء غير رسمي سهل اللبس خفيف الوزن يعرف باسم اليوكاتا، يرتديه الأطفال والشباب في الحفلات وعروض الألعاب النارية والمناسبات الخاصة الأخرى. يفضل الشباب الصغار في الحياة اليومية ارتداء الملابس التي تسهل الحركة مثل التيشيرتات والجينز والملابس غير الرسمية.

### الرياضة

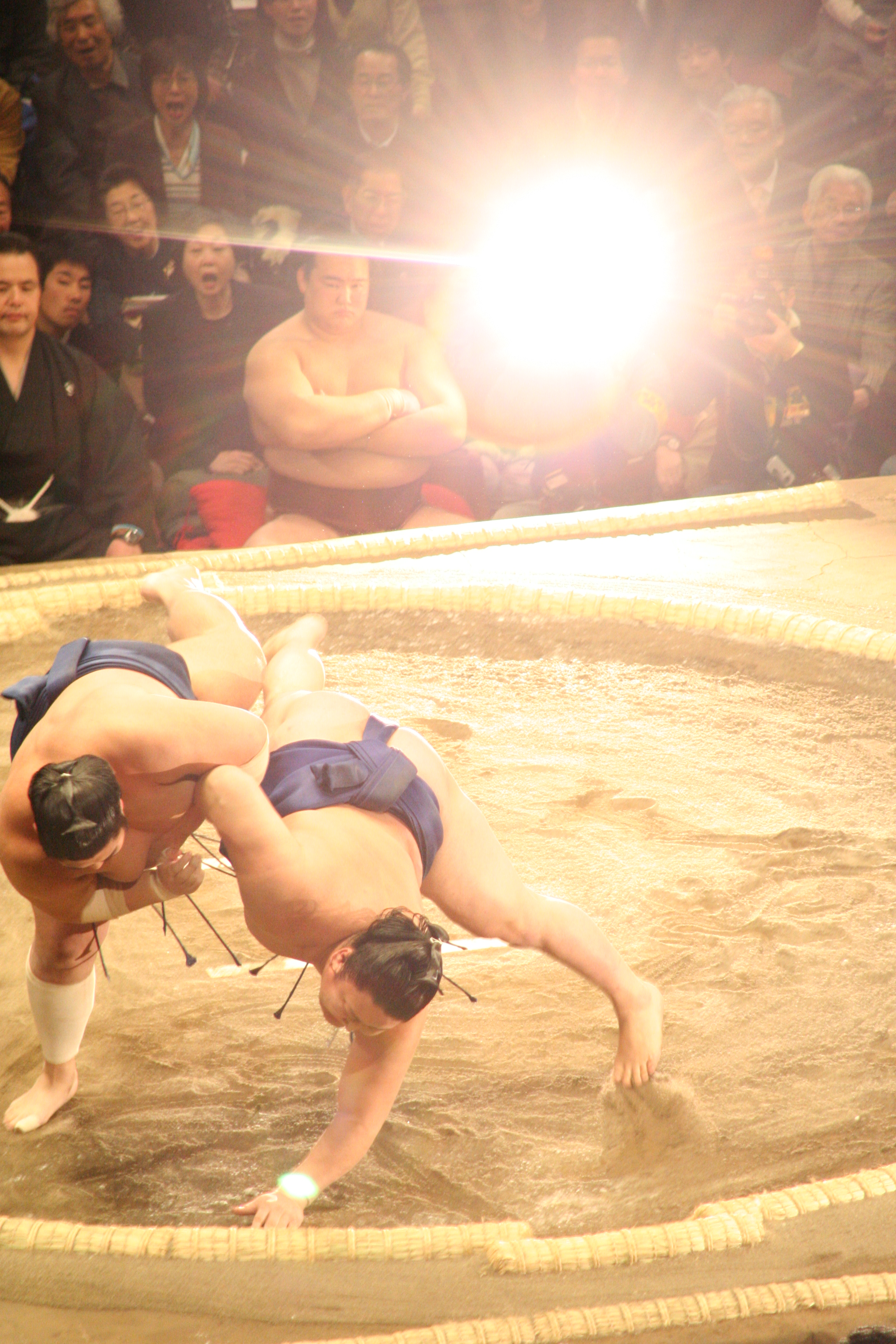
مصارعا سومو في نزاع الخروج من الحلبة.

تُعد رياضة السومو الرياضة الوطنية في اليابان،  كما تُمارس فنون قتالية يابانية أخرى مثل الكندو والكاراتيه والجودو كثيرًا، وبعد إصلاحات مييجي، ظهرت العديد من الرياضات الغربية وبدأت في الإنتشار عبر الأنظمة التعليمية. استضافات اليابان الألعاب الأولمبية الصيفية في طوكيو سنة 1964، كما استضافت الألعاب الأولمبية الشتوية مرتين في سابورو سنة 1972 وناغانو سنة 1998، وستستضيف طوكيو الألعاب الأولمبية الصيفية لسنة 2020 لتصبح بذلك أول مدينة آسيوية تستضيف الألعاب الأولمبية مرتين. وتملك اليابان أنجح فريق اتحاد رغبي آسيوي حيث فازت مسابقة الأمم الآسيوية الخمسة ستَّ مرات وفازت أيضًا بكأس أمم المحيط الهادئ سنة 2011، وستستضيف كأس العالم للرغبي لسنة 2019.

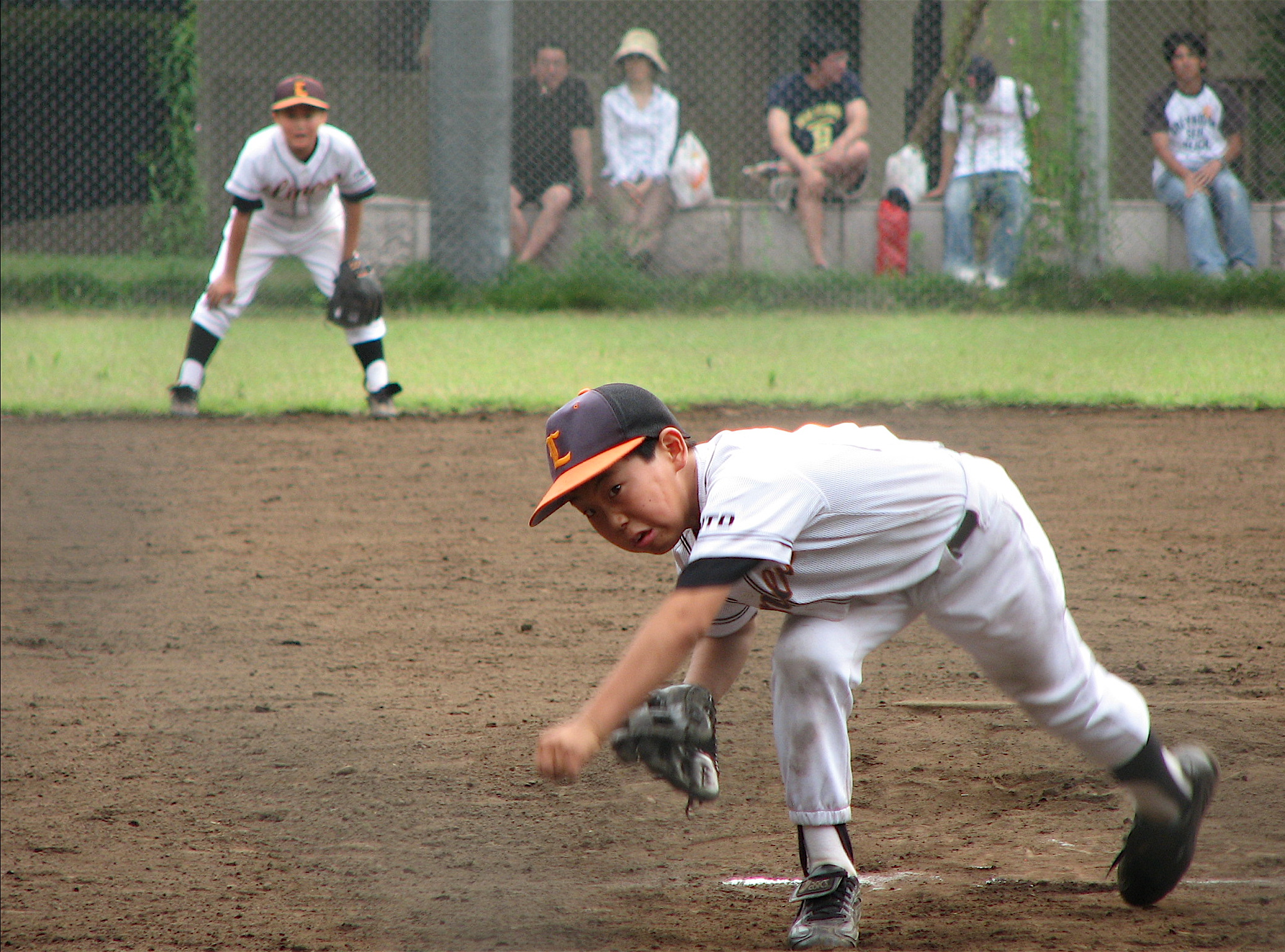
طفل ياباني يلعب كرة القاعدة.

كرة القاعدة هي حاليًا الرياضة الرائجة في البلد، أُنشئ دوري رياضة كرة القاعدة الياباني في 1936، وقد اكتسبت كرة القدم شهرة واسعة في اليابان منذ تأسيس دوري الدرجة الأولى الياباني سنة 1992. وكانت اليابان ملتقى لكأس الإنتركونتيننتال من 1981 حتى 2004 كما استضافت كأس العالم لكرة القدم 2002 مع كوريا الجنوبية. فاز فريق كرة القدم الياباني بكأس آسيا أربع مرات،  كما فاز ببطولة كأس العالم لكرة القدم للسيدات لسنة 2011. رياضة الجولف شعبية أيضًا،  وكذلك أنواع سباق السيارات مثل سوبر فورميلا وسوبر جي تي. كما أنتجت اليابان لاعب كرة سلة واحد هو يوتا تبوس.

### الحدائق
تحوز الحدائق اليابانية على جمال متفرد مأخوذ من تنسيق وتمازج عناصر مختلفه فهنالك جمال مأخوذ من انسجام النبات الطبيعي الياباني مع تعاقب الفصول بالإضافة إلى الجمال الرمزي المنبعث من تعبير واعتقادات الشنتو. يمكن العثور على هذه الحدائق في بعض البيوت التقليدية اليابانية، في الحدائق العمومية، في المعابد البوذية والمزارات الشنتوية، وفي بعض القصور القديمة. تعدّ حدائق الزن هي الأشهر على الإطلاق في اليابان.[بحاجة لمصدر]
- تنسيق الزهور

فن تنسيق الزهور الياباني أو ما يعرف باسم أيكيبانا (生花 == الزهور الحية) هو فن من الفنون اليابانية التي تعنى بتنسيق الزهور[ ؟ ] وترتيبها، يعرف أيضا باسم كادو (花道 == طريق الزهور).
على عكس الفنون التي تعنى بالزهور في الغرب، والتي تهتم أكثر بالكمية والألوان، مع تركيزها أكثر على جمال الزهور بذاتها. يركز اليابانيون اهتمامهم على هيئة البنية الشكلية لنسق الزهور. يعطى فن الـ«إيكيبانا» قيمة خاصة لكل العناصر التي يتضمنها: المزهرية، سيقان الأزهار، الأوراق والأغصان. ترتكز تركيبة تنسيق الزهور اليابانية، على ثلاثة فروع رئيسية (أو أغصان)، وترمز إلى السماء، الأرض[ ؟ ] والبشر[ ؟ ].
ترجع أصول الإيكيبانا إلى الزهور التي كانت تقدم كقرابين في المعابد البوذية في القرن السادس للميلاد وهو تاريخ دخول البوذية إلى اليابان. حيث كان يتم وضع الزهور والأغصان بحيث تدير وجهها إلى السماء.

### الأعياد والعطلات الرسمية
- توجد باليابان 15 مناسبة وعيد رسمي. وتمتاز بعدم اعتمادها لأعياد دينية بالرغم من وجود بعض الطقوس الشنتوية والبوذية والمسيحية في الأحتفال بتلك الأعياد.[170]

| التاريخ   | الاسم                     | التسمية المحلية   | ملاحظات |
| --------- | ------------------------- | ----------------- | ------- |
| 1 يناير   | رأس السنة                 | غانجيتسو          |         |
| 15 يناير  | يوم الدخول في مرحلة الرشد | سيئيجن نو هي      |         |
| 11 فبراير | عيد تأسيس الدولة          | كنكوكو كينن نو هي |         |
| 21 مارس   | يوم الاعتدال الربيعي      | شونبون نو هي      |         |
| 29 أبريل  | اليوم الأخضر              | ميدوري نو هي      |         |
| 3 مايو    | تخليد ذكرى الدستور        | كمبو كيننبي       |         |
| 4 مايو    | يوم الراحة الوطني         | كوكومن نو كيوجتسو |         |
| 5 مايو    | يوم الطفل                 | كودومو نو هي      |         |
| 20 يوليو  | يوم البحر                 | أومي نو هي        |         |
| 15 سبتمبر | يوم المسنين               | كيئيرو نو هي      |         |
| 23 سبتمبر | يوم الاعتدال الصيفي       | شوبون نو هي       |         |
| 14 أكتوبر | يوم التربية البدنية       | تائيئيكو نو هي    |         |
| 3 نوفمبر  | يوم الثقافة               | بونكا نو هي       |         |
| 23 نوفمبر | عيد العمل                 | كينرو كانشا نو هي |         |
| 23 ديسمبر | عيد الإمبراطور            | تينو تانجوبي      |         |

## مزيد من القراءة
- Flath, The Japanese Economy, Oxford University Press, 2000 (ISBN 0-19-877503-2)
- Henshall, A History of Japan, Palgrave Macmillan, 2001 (ISBN 0-312-23370-1)
- Iwabuchi, Recentering Globalization: Popular Culture and Japanese Transnationalism, Duke University Press, 2002 (ISBN 0-8223-2891-7)
- Jansen, The Making of Modern Japan, Belknap, 2000 (ISBN 0-674-00334-9)
- Kato et al., A History of Japanese Literature: From the Man'Yoshu to Modern Times, Japan Library, 1997 (ISBN 1-873410-48-4)
- Samuels, Securing Japan: Tokyo's Grand Strategy and the Future of East Asia, دار نشر جامعة كورنيل  [لغات أخرى]‏, 2008 (ISBN 0-8014-7490-6)
- Silverberg, Erotic Grotesque Nonsense: The Mass Culture of Japanese Modern Times, دار نشر جامعة كاليفورنيا, 2007 (ISBN 0-520-22273-3)
- Sugimoto et al., An Introduction to Japanese Society, Cambridge University Press, 2003 (ISBN 0-521-52925-5)
- Varley, Japanese Culture, University of Hawaii Press, 2000 (ISBN 0-8248-2152-1)

## وصلات خارجية
- وصلة لموقع عن العطل والمناسبات
- نيبون دوت كوم بوابتك إلى اليابان
- مدونة اللغة اليابانية

حكومة
- Kantei.go.jp, official رئيس وزراء اليابان and cabinet site
- Kunaicho.go.jp, official site of the البيت الامبراطوري في اليابان
- National Diet Library
- Public Relations Office

وسائل الأعلام
- Asahi Shimbun
- Kyodo News
- NHK Online
- Japan Times
- Yomiuri Shimbun (English)

السياحة
- Japan National Tourist Organization

معلومات العامة
- Japan from UCB Libraries GovPubs
- اليابان على مشروع الدليل المفتوح
- Energy Profile for Japan from the US إدارة معلومات الطاقة الأمريكية
- مؤلفات Government of Japan في مشروع غوتنبرغ containing the 1889 and 1946 Constitutions
- Japan: Land of the Rising Sun – slideshow by لايف (مجلة)
- Key Development Forecasts for the Japan from International Futures
- معلومات جغرافية متعلقة باليابان على خريطة الشارع المفتوح

1. ↑  باليابانية: 日本، نيهون، أو نيبون، رسميًا 日本国، نيهون-كوكو أو نيبون-كوكو. في اللغة اليابانية، اسم الدولة كما يظهر في الوثائق الرسمية، بما في ذلك دستور اليابان، هو 日本国، ويعني "ولاية اليابان"، غالبًا ما يُستخدم الاسم المختصر 日本 رسميًا أيضًا وفي اللغة الإنجليزية، الاسم الرسمي للدولة هو ببساطة "اليابان".[34]